# Terrassa
|  | Per a altres significats, vegeu «Terrassa (desambiguació)». |

Terrassa és una ciutat de Catalunya ubicada al Vallès Occidental que, juntament amb Sabadell, exerceix la capitalitat de la comarca. L'any 2005 va comportar per a la ciutat arribar a la xifra de 200.000 habitants. Segons l'INE, el 2024 el nombre d'habitants de la ciutat era de 228.785, per la qual cosa és la ciutat més poblada del Vallès i la tercera de Catalunya.
És un important nus de comunicacions per carretera, autopista i ferrocarril; té diverses escoles universitàries i és seu d'un bisbat. En l'àmbit econòmic, Terrassa és una ciutat de marcat caràcter industrial, havent estat un dels principals focus d'industrialització durant la Revolució Industrial a Catalunya, en especial en el sector tèxtil. Aquesta herència encara forma part de l'ànima de la ciutat i l'arquitectura modernista industrial que li és pròpia la fa destacar al Vallès i al conjunt de Catalunya. En les darreres dècades, l'economia de la ciutat ha incorporat més activitats del sector serveis però segueix tenint una pes industrial important, sobretot en el sector tecnològic.
Terrassa també és coneguda per a ésser la seu del Parc Audiovisual de Catalunya, un dels centres de producció audiovisual més importants del sud d'Europa. Aquest fet la va fer obtenir la distinció de Ciutat del Cinema de la UNESCO.
L'any 2024 la ciutat de Terrassa va rebre el Premi Europa atorgat pel Consell d'Europa per a ciutats amb un compromís excepcional amb els valors europeus.

## Nom
La primera documentació del topònim és en un document de Carlemany del 801 al·lusiu a la resistència davant les tropes musulmanes; el text, avui perdut, es coneix gràcies a un altre del 844, de la cort franca de Carles el Calb. El document esmenta un Terracium Castellum, que, segons l'historiador local Salvador Cardús i Florensa, fa referència al castell de Terrassa, i significaria 'castell de terra', en referència al material de construcció. Posteriorment, l'any 879 es documenta castrum Terracia i, el 920, ja definitivament, Terracia, que en els textos catalans, a partir del segle xiii, s'escriurà Terraça.
Així doncs, fins al segle xv la forma aclaparadorament més habitual en els textos fou Terraça. A partir del segle xv, el català oriental neutralitza l'oposició entre e i a àtones (pronunciat [ə]) i entre ss i ç (pronunciat [s]), i això es comença a reflectir en l'ortografia a partir del segle xvi, amb el sorgiment de les formes Terrassa, Tarraça i Tarrassa. A final del segle xvii, la forma Tarrassa ja era la més habitual, i així, quan el castellà esdevé llengua habitual en la documentació a partir del segle xviii, també s'adopta la grafia Tarrassa. A final del segle xix, Josep Soler i Palet rescata l'etimologia del topònim i promou l'ús de la forma Terrassa en català, que finalment fou reconeguda en les Normes ortogràfiques de Fabra. Acabat el franquisme, per acord del Consell de Ministres espanyol del 23 de juliol de 1977 (BOE del 23 de setembre de 1977) es va oficialitzar la forma Terrassa.
Posteriorment a l'oficialització de la forma Terrassa, hom ha suggerit que la forma conseqüent amb els criteris de l'ortografia del català, tenint en compte que l'etimologia Terracia és segura, seria més aviat Terraça. Aquesta reivindicació, de moment, no ha tingut gaire recorregut.
D'altra banda, Terrassa s'aixeca sobre el lloc de l'antiga Ègara, motiu pel qual, ocasionalment i sobretot en contexts poètics i publicitaris, també és anomenada d'aquesta manera.

## Geografia
- Llista de topònims de Terrassa (Orografia: muntanyes, serres, collades, indrets..; hidrografia: rius, fonts...; edificis: cases, masies, esglésies, etc).

Terrassa és al sud del massís de Sant Llorenç del Munt, damunt un con de dejecció al·luvial per on drenen les rieres del Palau a l'oest i de les Arenes a l'est, a 277 metres sobre el nivell del mar. El seu terme municipal, el més extens i poblat de la comarca, limita al nord amb els de Matadepera, Mura i Vacarisses; a l'est amb Sabadell i Castellar del Vallès; al sud amb Sant Quirze del Vallès, Rubí i Ullastrell, i a l'oest amb Viladecavalls i Vacarisses. Les zones forestals ocupen el sector més nord-occidental del terme; la part septentrional s'integra dins el Parc Natural de Sant Llorenç del Munt i l'Obac.

## Clima
El clima de Terrassa és el clàssic de la Depressió Prelitoral a l'altura de Barcelona, a mig camí entre la suavitat de la costa i dels extrems de la Depressió Central. Per raó de la seva alçada al voltant dels 300 msnm, a l'hivern es veu poc afectada pel fenomen de la inversió tèrmica, habitual a les fondalades del Vallès. L'excepció es dona als barris de les Fonts i Can Parellada cap als 200 msnm, on les temperatures acostumen a ser uns quants graus més baixes a la matinada durant els períodes anticiclònics. D'altra banda, les màximes es queden més curtes a peu de muntanya, sobretot cap a ponent on la Serralada Prelitoral perd alçada en direcció al Llobregat i per on s'aboca el fred de l'interior. Aquí és on treu el cap "La Vacarissana" boira que com el seu nom assenyala rau a Vacarisses fins a mig matí a l'hivern.
Si l'hivern sol ser sec, algunes vegades més que l'estiu, la primavera és plujosa sobretot entre abril i maig. L'estiu, encara que calorós, no és tan sec com hauria de ser un estiu típicament mediterrani (Csa) i això situaria el clima de Terrassa a fregar dels climes subtropicals d'estiu plujós (Cfa) segons la Classificació climàtica de Köppen.
La tardor és més plujosa que la primavera, però amb menys dies de precipitació, el que significa més torrencialitat. Prova i conseqüència d'això va ser la dramàtica riuada del 25 de setembre 1962, amb una precipitació de 223 mm en 24 hores i la nevada del dia de Nadal dos mesos més tard, encara que les precipitacions en forma de neu siguin un fenomen que només s'enregistra una mitjana de dos dies l'any i en quantitats habitualment anecdòtiques. Un altre episodi va ser l'aiguat del 20 de setembre del 1971, amb grans destrosses però només una víctima mortal.
| Dades climàtiques a Terrassa (1965-1984)       | Dades climàtiques a Terrassa (1965-1984) | Dades climàtiques a Terrassa (1965-1984) | Dades climàtiques a Terrassa (1965-1984) | Dades climàtiques a Terrassa (1965-1984) | Dades climàtiques a Terrassa (1965-1984) | Dades climàtiques a Terrassa (1965-1984) | Dades climàtiques a Terrassa (1965-1984) | Dades climàtiques a Terrassa (1965-1984) | Dades climàtiques a Terrassa (1965-1984) | Dades climàtiques a Terrassa (1965-1984) | Dades climàtiques a Terrassa (1965-1984) | Dades climàtiques a Terrassa (1965-1984) | Dades climàtiques a Terrassa (1965-1984) |
| Mes                                            | gen                                      | febr                                     | març                                     | abr                                      | maig                                     | juny                                     | jul                                      | ag                                       | set                                      | oct                                      | nov                                      | des                                      | anual                                    |
| ---------------------------------------------- | ---------------------------------------- | ---------------------------------------- | ---------------------------------------- | ---------------------------------------- | ---------------------------------------- | ---------------------------------------- | ---------------------------------------- | ---------------------------------------- | ---------------------------------------- | ---------------------------------------- | ---------------------------------------- | ---------------------------------------- | ---------------------------------------- |
| Màxima rècord °C (°F)                          | 21.1 (70)                                | 22.4 (72.3)                              | 26.6 (79.9)                              | 28.4 (83.1)                              | 32.6 (90.7)                              | 36.0 (96.8)                              | 42.6 (108.7)                             | 36.5 (97.7)                              | 34.7 (94.5)                              | 30.3 (86.5)                              | 26.4 (79.5)                              | 21.0 (69.8)                              | 42.6 (108.7)                             |
| Màxima mitjana °C (°F)                         | 11.7 (53.1)                              | 13.3 (55.9)                              | 15.5 (59.9)                              | 17.9 (64.2)                              | 21.4 (70.5)                              | 25.7 (78.3)                              | 29.2 (84.6)                              | 28.5 (83.3)                              | 25.5 (77.9)                              | 20.8 (69.4)                              | 15.4 (59.7)                              | 12.0 (53.6)                              | 19.8 (67.6)                              |
| Mitjana diària °C (°F)                         | 7.1 (44.8)                               | 8.3 (46.9)                               | 10.2 (50.4)                              | 12.4 (54.3)                              | 15.9 (60.6)                              | 20.1 (68.2)                              | 23.4 (74.1)                              | 22.9 (73.2)                              | 20.2 (68.4)                              | 15.8 (60.4)                              | 10.9 (51.6)                              | 7.7 (45.9)                               | 14.6 (58.3)                              |
| Mínima mitjana °C (°F)                         | 2.5 (36.5)                               | 3.3 (37.9)                               | 4.8 (40.6)                               | 7.0 (44.6)                               | 10.3 (50.5)                              | 14.5 (58.1)                              | 17.6 (63.7)                              | 17.3 (63.1)                              | 15.0 (59)                                | 10.9 (51.6)                              | 6.3 (43.3)                               | 3.4 (38.1)                               | 9.4 (48.9)                               |
| Mínima rècord °C (°F)                          | −9.5 (14.9)                              | −6.8 (19.8)                              | −4.8 (23.4)                              | −1.0 (30.2)                              | 2.4 (36.3)                               | 6.5 (43.7)                               | 10.0 (50)                                | 10.0 (50)                                | 5.8 (42.4)                               | 1.0 (33.8)                               | −2.8 (27)                                | −5.0 (23)                                | −9.5 (14.9)                              |
| Precipitació mitjana mm (polzades)             | 38.1 (1.5)                               | 40.8 (1.606)                             | 52.7 (2.075)                             | 61.0 (2.402)                             | 70.0 (2.756)                             | 55.3 (2.177)                             | 24.6 (0.969)                             | 62.1 (2.445)                             | 70.5 (2.776)                             | 68.5 (2.697)                             | 70.9 (2.791)                             | 49.7 (1.957)                             | 664.2 (26.15)                            |
| Mitjana de dies de gelada                      | 6.0                                      | 4.5                                      | 1.9                                      | 0.2                                      | 0.0                                      | 0.0                                      | 0.0                                      | 0.0                                      | 0.0                                      | 0.0                                      | 1.1                                      | 4.6                                      | 18.3                                     |
| Mitjana mensual d'hores de sol                 | 166                                      | 164                                      | 200                                      | 204                                      | 234                                      | 277                                      | 323                                      | 261                                      | 208                                      | 196                                      | 172                                      | 156                                      | 2.561                                    |
| Font: Terrassa, Plaça de la Creu. J. M. Gibert |                                          |                                          |                                          |                                          |                                          |                                          |                                          |                                          |                                          |                                          |                                          |                                          |                                          |

| Dades climàtiques a Terrassa (2000-2015) | Dades climàtiques a Terrassa (2000-2015) | Dades climàtiques a Terrassa (2000-2015) | Dades climàtiques a Terrassa (2000-2015) | Dades climàtiques a Terrassa (2000-2015) | Dades climàtiques a Terrassa (2000-2015) | Dades climàtiques a Terrassa (2000-2015) | Dades climàtiques a Terrassa (2000-2015) | Dades climàtiques a Terrassa (2000-2015) | Dades climàtiques a Terrassa (2000-2015) | Dades climàtiques a Terrassa (2000-2015) | Dades climàtiques a Terrassa (2000-2015) | Dades climàtiques a Terrassa (2000-2015) | Dades climàtiques a Terrassa (2000-2015) |
| Mes                                      | gen                                      | febr                                     | març                                     | abr                                      | maig                                     | juny                                     | jul                                      | ag                                       | set                                      | oct                                      | nov                                      | des                                      | anual                                    |
| ---------------------------------------- | ---------------------------------------- | ---------------------------------------- | ---------------------------------------- | ---------------------------------------- | ---------------------------------------- | ---------------------------------------- | ---------------------------------------- | ---------------------------------------- | ---------------------------------------- | ---------------------------------------- | ---------------------------------------- | ---------------------------------------- | ---------------------------------------- |
| Màxima rècord °C (°F)                    | 20.8 (69.4)                              | 21.1 (70)                                | 26.2 (79.2)                              | 29.6 (85.3)                              | 33.8 (92.8)                              | 35.5 (95.9)                              | 37.2 (99)                                | 37.0 (98.6)                              | 31.8 (89.2)                              | 29.7 (85.5)                              | 24.8 (76.6)                              | 19.9 (67.8)                              | 37.2 (99)                                |
| Mitjana diària °C (°F)                   | 7.9 (46.2)                               | 8.5 (47.3)                               | 11.1 (52)                                | 13.7 (56.7)                              | 17.2 (63)                                | 21 (70)                                  | 23.7 (74.7)                              | 23.7 (74.7)                              | 20.4 (68.7)                              | 16.9 (62.4)                              | 11.7 (53.1)                              | 8.5 (47.3)                               | 15.4 (59.7)                              |
| Mínima rècord °C (°F)                    | −4.4 (24.1)                              | −3.8 (25.2)                              | −1.9 (28.6)                              | 3.1 (37.6)                               | 5.6 (42.1)                               | 9.9 (49.8)                               | 13.3 (55.9)                              | 12.9 (55.2)                              | 9.0 (48.2)                               | 3.2 (37.8)                               | −0.4 (31.3)                              | −3.9 (25)                                | −4.4 (24.1)                              |
| Font: ETSAIT-UPC/J. M. Gibert            |                                          |                                          |                                          |                                          |                                          |                                          |                                          |                                          |                                          |                                          |                                          |                                          |                                          |

| Dades climàtiques a Terrassa (1971-2000) | Dades climàtiques a Terrassa (1971-2000) | Dades climàtiques a Terrassa (1971-2000) | Dades climàtiques a Terrassa (1971-2000) | Dades climàtiques a Terrassa (1971-2000) | Dades climàtiques a Terrassa (1971-2000) | Dades climàtiques a Terrassa (1971-2000) | Dades climàtiques a Terrassa (1971-2000) | Dades climàtiques a Terrassa (1971-2000) | Dades climàtiques a Terrassa (1971-2000) | Dades climàtiques a Terrassa (1971-2000) | Dades climàtiques a Terrassa (1971-2000) | Dades climàtiques a Terrassa (1971-2000) | Dades climàtiques a Terrassa (1971-2000) |
| Mes                                      | gen                                      | febr                                     | març                                     | abr                                      | maig                                     | juny                                     | jul                                      | ag                                       | set                                      | oct                                      | nov                                      | des                                      | anual                                    |
| ---------------------------------------- | ---------------------------------------- | ---------------------------------------- | ---------------------------------------- | ---------------------------------------- | ---------------------------------------- | ---------------------------------------- | ---------------------------------------- | ---------------------------------------- | ---------------------------------------- | ---------------------------------------- | ---------------------------------------- | ---------------------------------------- | ---------------------------------------- |
| Precipitació mitjana mm (polzades)       | 43.5 (1.713)                             | 29.2 (1.15)                              | 38.1 (1.5)                               | 53.8 (2.118)                             | 66.1 (2.602)                             | 50.0 (1.969)                             | 23.2 (0.913)                             | 47.5 (1.87)                              | 78.0 (3.071)                             | 65.3 (2.571)                             | 58.5 (2.303)                             | 57.9 (2.28)                              | 611 (24.06)                              |
| Font: Els Pluviòmetres de Mina           |                                          |                                          |                                          |                                          |                                          |                                          |                                          |                                          |                                          |                                          |                                          |                                          |                                          |

## Història

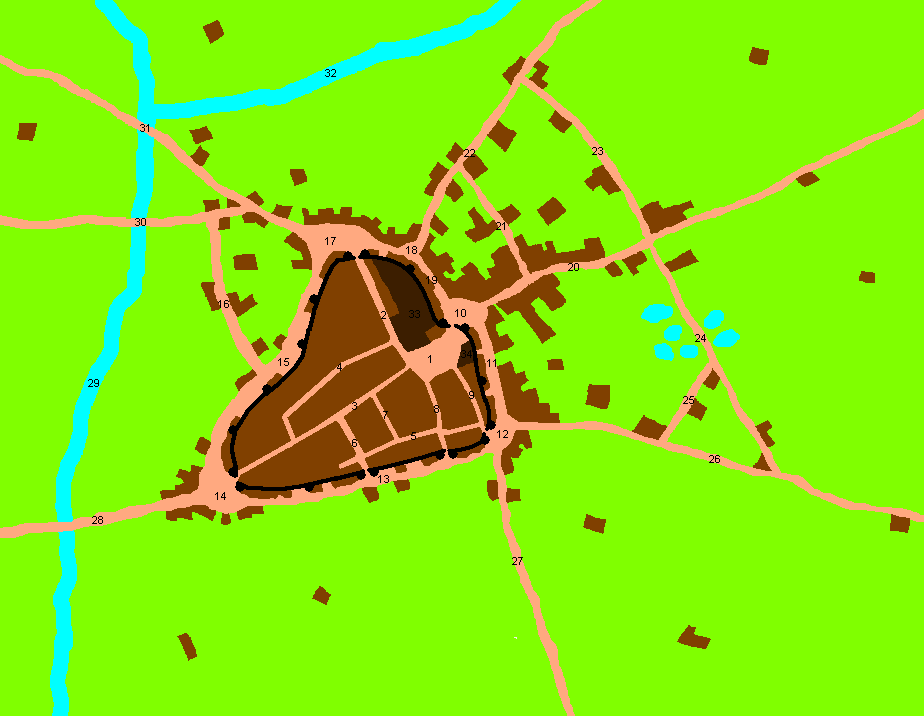
Mapa de Terrassa en l'època medieval.

Les primeres notícies de l'actual Terrassa provenen de l'època dels romans, que fundaren la ciutat d'Ègara vora el torrent de Vallparadís prop d'un antic poblat ibèric, Egosa, del qual s'han trobat algunes restes ceràmiques i monedes. Pels volts del torrent també s'hi han trobat algunes restes paleolítiques, prop d'on actualment hi ha el conjunt de les esglésies de Sant Pere (la Seu d'Ègara), i el castell cartoixa de Vallparadís.

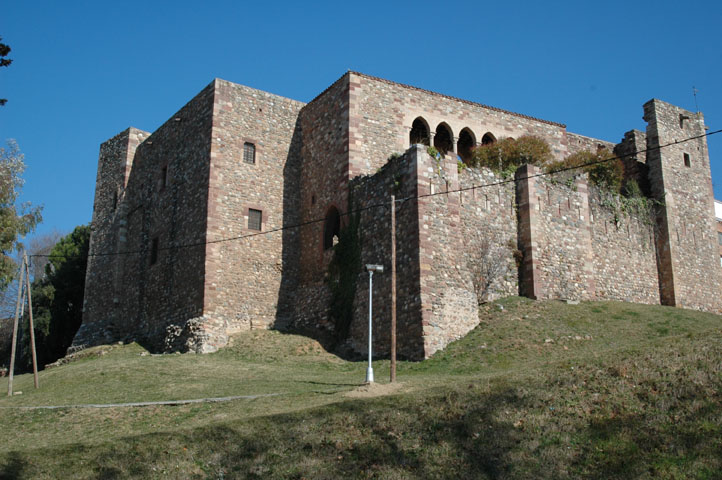
El castell de Vallparadís

Durant l'edat mitjana, la vila, emmurallada, va créixer al voltant de la plaça Major (actualment plaça Vella) i del castell palau, i fou conquerida pel Lluís I el Pietós i incorporada al regne franc el 801 durant la campanya que dugué a la conquesta de Barxiluna, arran de la qual el castell fou destruït pels musulmans en la ràtzia de Mussa ibn Mussa el 856. Tot i això, la major part del terreny fora muralla era propietat dels Terrassa, que posseïen el castell de Vallparadís. L'any 1384 gràcies a un privilegi reial atorgat pel rei Pere III el Cerimoniós s'establí el Consell de la Universitat de la Vila i el terme de Terrassa, màxim òrgan de govern de la ciutat que serà abolit amb els Decrets de Nova Planta de 1716.
El 3 de setembre de 1713, durant la guerra de Successió espanyola, l'expedició del diputat militar Antoni de Berenguer i el general Rafael Nebot va arribar a Terrassa amb l'objectiu de reclutar homes per atacar el cordó borbònic que assetjava Barcelona. En aquella jornada, els expedicionaris catalans es van fortificar al coll Cardús per sorprendre la columna borbònica que els perseguia. El contingent francoespanyol, dirigit per Feliciano Bracamonte i format per uns quatre mil efectius, va esquivar l'atac i va obligar els homes de Berenguer i Nebot a fugir.

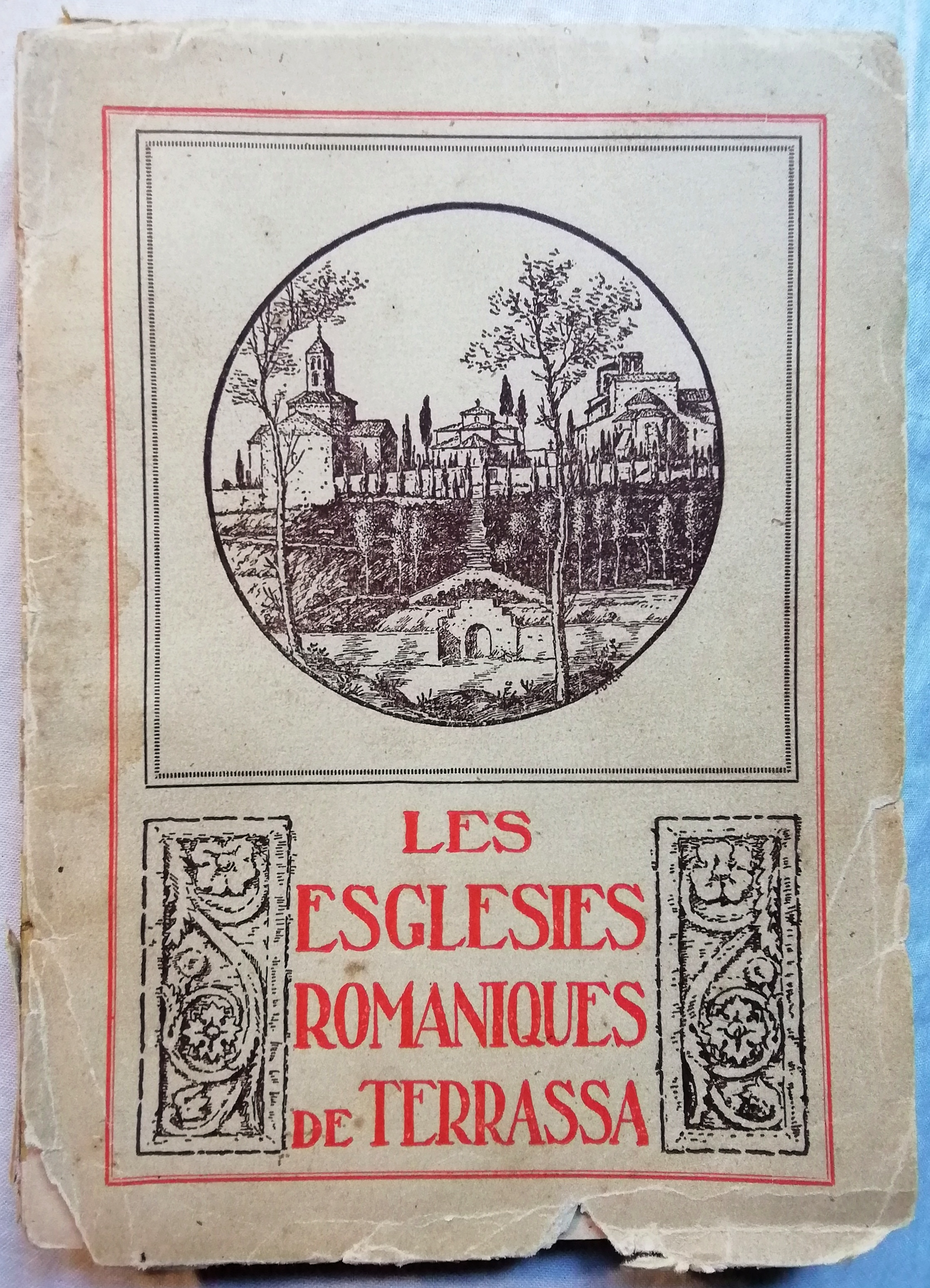
L'època romànica a Terrassa s'explica breument en el llibre Les Esglésies romàniques de Terrassa de l'any 1936, que van editar el Centre Excursionista i el Club Pirenec de la mateixa ciutat.

Quan la tropa borbònica entrà a Terrassa, bona part de la població es resguardava al convent de Sant Francesc. No obstant això, aquell vespre van morir vint-i-dos habitants, l'església del Sant Esperit va ser saquejada i, la vila, incendiada. L'endemà, 4 de setembre, la soldadesca va tornar a cremar Terrassa i només la pluja va evitar danys majors. En total, fins a cent cinc edificis van quedar afectats pel foc, aproximadament una tercera part de la vila.
Finalitzada la guerra de Successió, arran de la victòria de Felip V d'Espanya, Terrassa com a la resta de Catalunya va patir una repressió ferotge, es van imposar noves autoritats, es van suprimir els Consells com a òrgan de poder local i es va decretar la constitució de l'Ajuntament, un òrgan propi de Castella. A nivell de població, els efectes de la guerra van comportar una disminució del 32% d'habitants.
Durant la Tercera guerra carlina, el 22 de juliol de 1872 una partida de 500 carlins encapçalada per Joan Castells va arribar en tren i va atacar Terrassa per recaptar la contribució de la vila a l'esforç de guerra, però les autoritats es van negar al pagament i en l'assalt a l'ajuntament, en el que van obtenir un botí de sis-centes pessetes, els assaltants van perdre set homes i els defensors, dos.
Amb el temps, el terme forà de la vila va acabar formant el municipi de Sant Pere de Terrassa (1800), amb el cap al petit nucli crescut entorn de l'antiga Ègara. El 1877, Alfons XII va concedir a la vila el títol de ciutat; pocs anys més tard (1891), el castell palau, que estava abandonat i molt malmès, fou enderrocat i només se'n va conservar la torre mestra, coneguda com la torre del Palau.

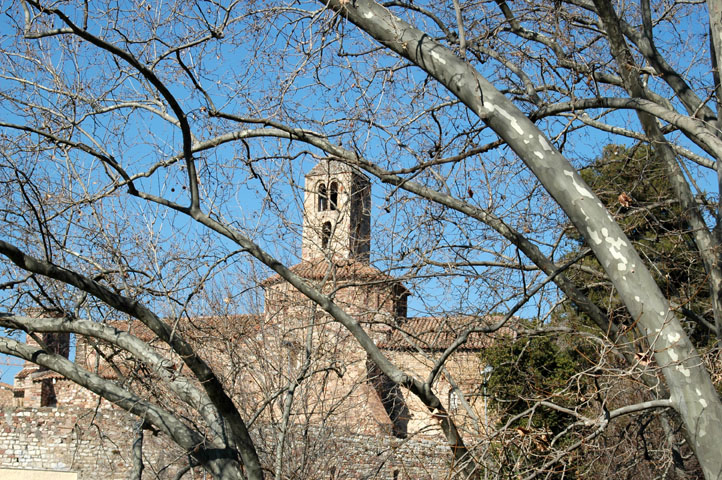
Santa Maria, una de les tres esglésies que conformen el conjunt monumental de la Seu d'Ègara

Durant el segle xix Terrassa va ser una de les ciutats on la revolució industrial hi va tenir una major incidència, amb un gran nombre de fàbriques i indústries dedicades al sector tèxtil. Avui en dia encara perviuen molts edificis modernistes d'aquella època, com el Vapor Aymerich, Amat i Jover, actual Museu de la Ciència i de la Tècnica de Catalunya (1907), la Masia Freixa (1907), el Mercat de la Independència (1908), la Casa Alegre de Sagrera (1911), l'edifici de l'Ajuntament (1902), l'Escola Industrial (1904), el Teatre Principal (1911), el Gran Casino (1920) i el Parc de Desinfecció (1920), per citar-ne només els més destacats.
L'1 de juliol de 1904 la ciutat de Terrassa s'annexionà part del terme del poble de Sant Pere, que tenia 4.400 habitants l'any 1900. Sabadell se n'annexionà una altra part (la Creu Alta, Ca n'Oriac...) i Rubí una altra (Castellnou).

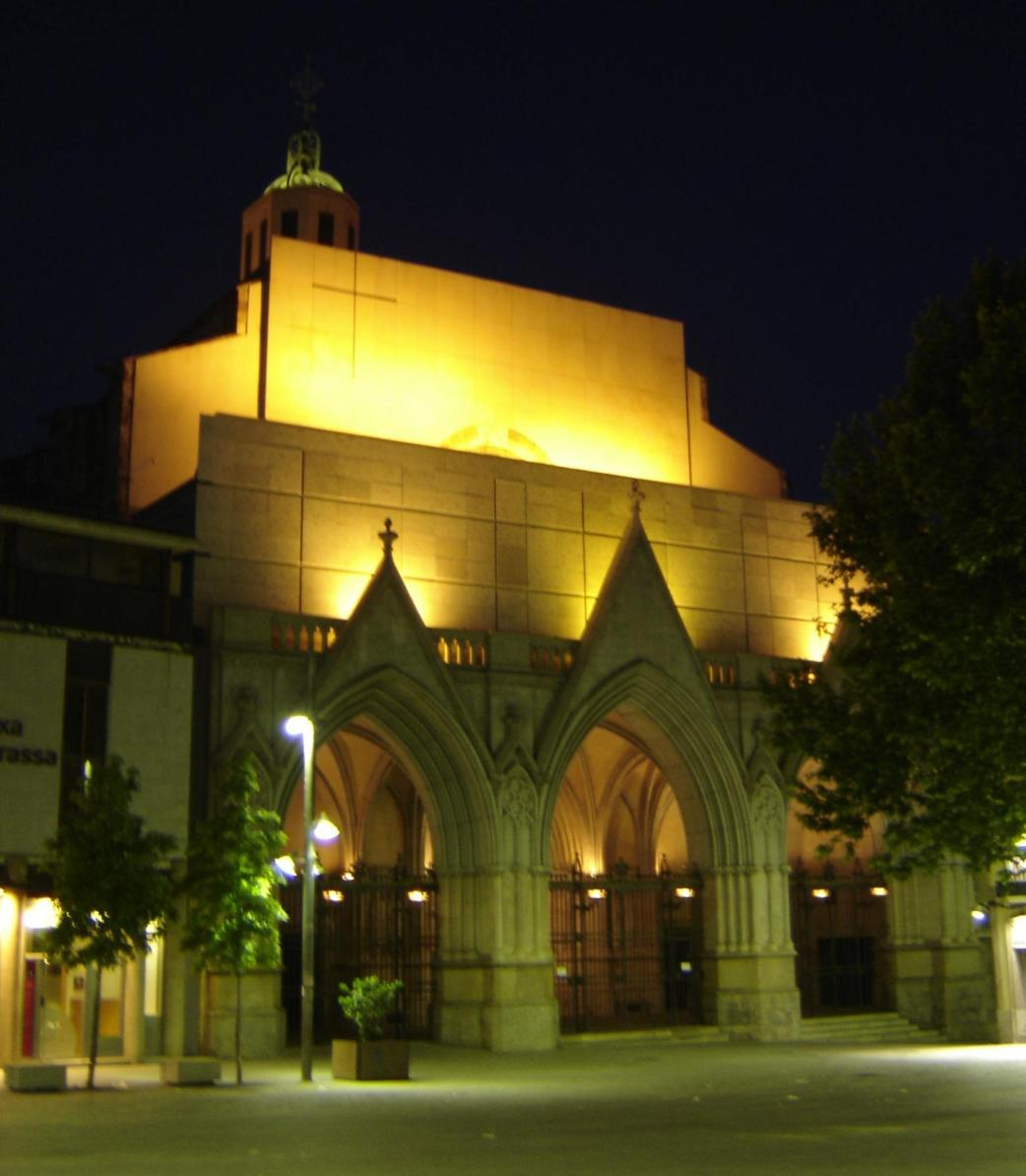
Catedral del Sant Esperit

L'any 2004 el Vaticà va crear el nou bisbat de Terrassa, com a segregació del bisbat de Barcelona, juntament amb el bisbat de Sant Feliu, i utilitza la basílica del Sant Esperit com a nova catedral. No és la primera vegada que Terrassa és seu d'un bisbat. A mitjan segle v, l'any 450, ja hi havia el bisbat d'Ègara, on se celebrà l'any 614 el Concili d'Ègara, i que va perdurar fins a la invasió sarraïna, el 718. La seu de l'antic bisbat d'Ègara es trobava on avui hi ha el conjunt monumental de les esglésies de Sant Pere.

## Barris de Terrassa (nucli urbà i voltants)
| Entitat de població       | Habitants (2024) |
| Terrassa                  | 223.185          |
| les Fonts                 | 3.032            |
| Can Palet de Vista Alegre | 1.626            |
| Can Gonteres              | 444              |
| Torrebonica               | 7                |
| Font: Idescat             |                  |

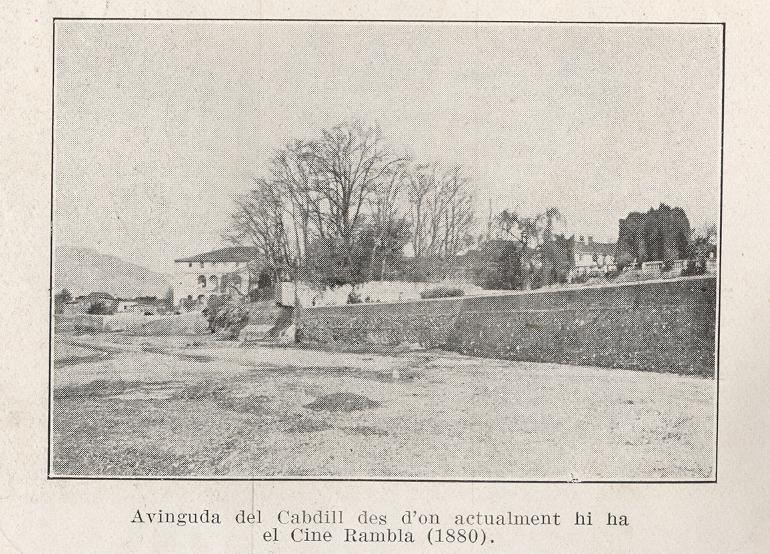
La Rambla d'Ègara el 1890

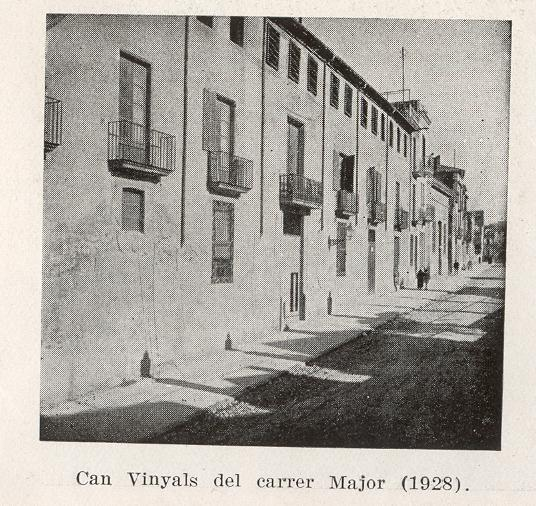
Can Vinyals, al carrer Major, el 1928

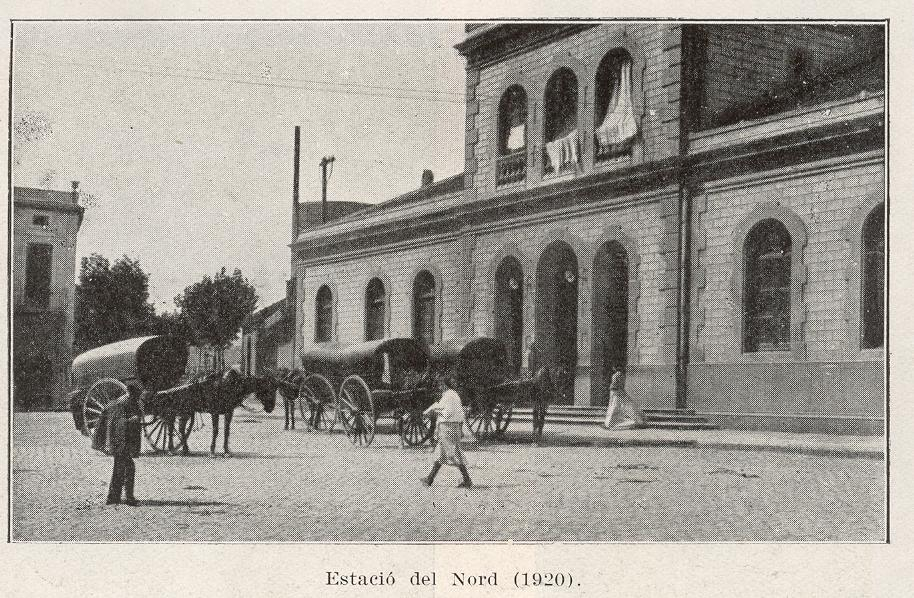
L'Estació del Nord el 1920

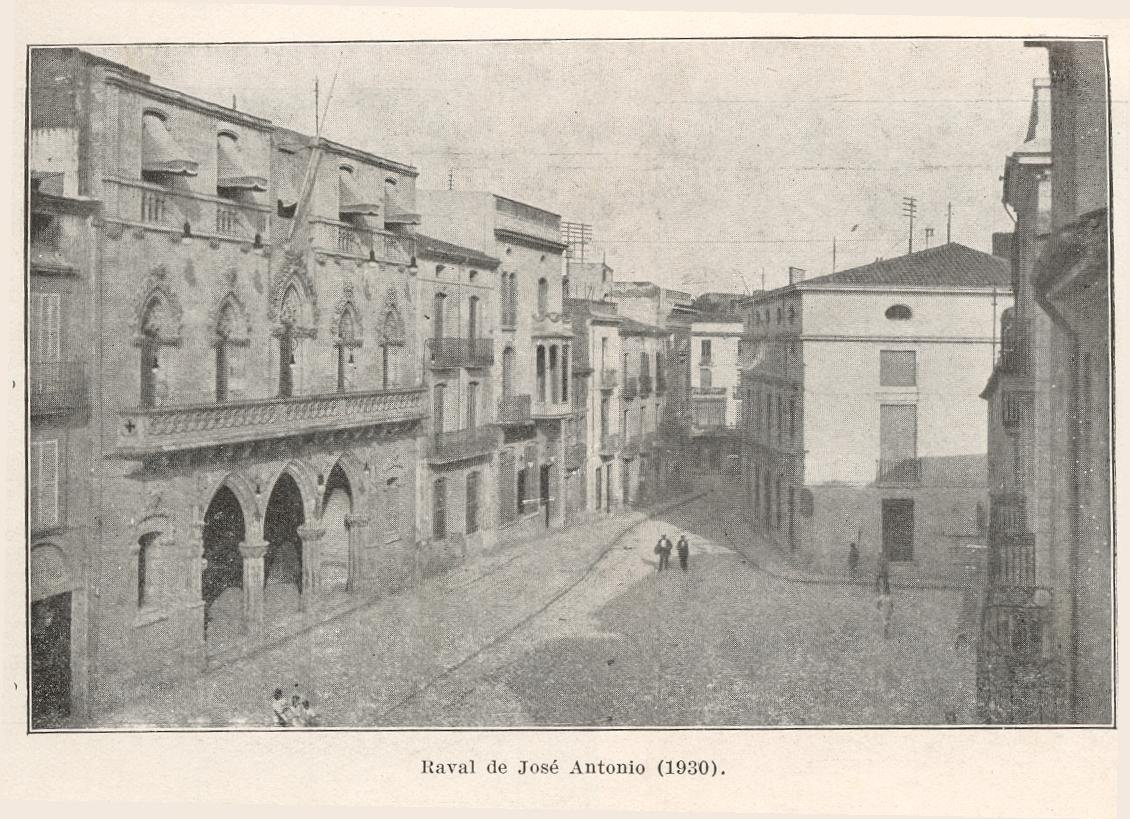
El raval de Montserrat el 1930

Districte 1 - Centre (2,25 km² – 36.137 hab.)
- Antic Poble de Sant Pere (0,08 km² – 616 hab.)
- Cementiri Vell (0,35 km² – 6.796 hab.)
- Centre (1,36 km² – 19.116 hab.)
- Plaça de Catalunya – Escola Industrial (0,21 km² – 5.115 hab.)
- Vallparadís (0,25 km² – 4.494 hab.)

Districte 2 - Llevant (1,45 km² – 23.402 hab., 96 dels quals disseminats)
- Ca n'Anglada (0,54 km² – 14.183 hab.)
- Montserrat (0,12 km² – 1.648 hab.)
- Torre-sana (0,41 km² – 6.694 hab.)
- Vilardell (0,04 km² – 781 hab.)
- Polígons industrials: Sector Montserrat (0,34 km²)

Districte 3 - Sud (5,18 km² – 25.963 hab., 7 dels quals disseminats)
- Can Jofresa (0,32 km² – 1.978 hab.)
- Can Palet (0,51 km² – 13.073 hab.)
- Can Palet II (0,07 km² – 1.068 hab.)
- Guadalhorce (0,03 km² – 1.281 hab.)
- Segle XX (0,73 km² – 7.190 hab.)
- Xúquer (0,08 km² – 1.158 hab.)
- Polígons industrials: Can Parellada (1,24 km² - 6 hab.) - Santa Eulàlia (0,22 km² - 200 hab.) – els Bellots (0,50 km²) – Santa Margarida (1,26 km² - 2 hab.) – Can Guitard (0,22 km²)

Districte 4 - Ponent (6,26 km² – 40.789 hab., 34 dels quals disseminats)
- Ca n'Aurell (0,96 km² – 18.817 hab.)
- Can Palet de Vista Alegre (0,76 km² – 1.528 hab.)
- la Cogullada (0,42 km² – 5.570 hab.)
- La Maurina (0,42 km² – 8.246 hab.)
- les Martines (3,02 km² – 632 hab.)
- Roc Blanc (0,46 km² – 5.857 hab.)
- Vista Alegre (0,21 km² - 105 hab.)

Districte 5 - Nord-oest (4,09 km² – 46.614 hab., 187 dels quals disseminats)
- Can Boada (Nucli Antic) (0,28 km² – 7.419 hab.)
- Can Boada del Pi (0,67 km² – 1.497 hab.)
- Can Gonteres (0,27 km² – 393 hab.)
- Can Roca (0,25 km² – 3.833 hab.)
- els Caus – els Pinetons (0,38 km² - 38 hab.)
- Pla del Bon Aire (0,49 km² – 129.552 hab.)
- Poble Nou – Zona Esportiva (0,88 km² – 12.540 hab.)
- Sant Pere (0,61 km² – 12.245 hab.)
- Torrent d'en Pere Parres (0,24 km² – 5.783 hab.)
- Can Colomer

Districte 6 - Nord-est (3,21 km² – 42.243 hab., 103 dels quals disseminats)
- Can Tusell (0,14 km² – 2.263 hab.)
- Ègara (0,42 km² – 4.490 hab.)
- Font de l'Espardenyera (0,18 km² - 172 hab.)
- les Arenes – la Grípia – Can Montllor (0,89 km² – 14.446 hab.)
- Sant Llorenç (0,21 km² – 4.754 hab.)
- Sant Pere Nord (0,71 km² – 16.015 hab.)
- Polígons industrials: Can Petit (0,40 km²) – Nord (0,25 km²)

Districte 7 - Sud-est (3,20 km² – 8.963 hab.)
- Can Parellada (1,16 km² – 6.029 hab.)
- les Fonts (part del barri és dins el terme municipal de Sant Quirze del Vallès) (2,04 km² – 2.934 hab.)

## Demografia
| 1497 f | 1515 f | 1553 f | 1717  | 1787  | 1857   | 1877   | 1887   | 1900   | 1910   |
| ------ | ------ | ------ | ----- | ----- | ------ | ------ | ------ | ------ | ------ |
| 153    | 159    | 308    | 1.835 | 4.092 | 10.915 | 14.215 | 16.265 | 20.360 | 22.679 |

| 1920   | 1930   | 1940   | 1950   | 1960   | 1970    | 1981    | 1990    | 1992    | 1994    |
| ------ | ------ | ------ | ------ | ------ | ------- | ------- | ------- | ------- | ------- |
| 30.532 | 39.975 | 45.081 | 58.880 | 92.234 | 138.697 | 155.360 | 161.682 | 158.507 | 158.507 |

| 1996    | 1998    | 2000    | 2002    | 2004    | 2006    | 2008    | 2010    | 2012    | 2014    |
| ------- | ------- | ------- | ------- | ------- | ------- | ------- | ------- | ------- | ------- |
| 163.862 | 165.654 | 171.794 | 179.300 | 189.212 | 199.817 | 206.245 | 212.724 | 215.678 | 215.517 |

| 2016    | 2018    | 2020    | 2022    | 2024    | 2026 | 2028 | 2030 | 2032 | 2034 |
| ------- | ------- | ------- | ------- | ------- | ---- | ---- | ---- | ---- | ---- |
| 215.121 | 218.535 | 223.627 | 224.114 | 228.708 | -    | -    | -    | -    | -    |

## Política i govern

### Composició de la Corporació Municipal
El Ple de l'Ajuntament està format per 27 regidors. En les eleccions municipals de 26 de maig de 2019 en foren 11 de Tot per Terrassa (TxT), 7 del Partit dels Socialistes de Catalunya-Candidatura de Progrés (PSC-CP), 3 de Vox (Vox), 2 d'Esquerra Republicana de Catalunya-Acord Municipal (ERC-AM), 2 de Junts per Terrassa (Junts) i 2 de Partit Popular (PP).
| Eleccions municipals de 28 de maig de 2023 - Terrassa |                                                             |                                     |                                     |          |          |          |
| Candidatura | Candidatura                                                 | Candidatura                         | Cap de llista                       | Vots     | Vots     | Regidors |
| | Tot per Terrassa                                            |                                     | Jordi Ballart i Pastor              | 26.732   | 33,46%   | 11 (+1)  |
| | Partit dels Socialistes de Catalunya-Candidatura de Progrés |                                     | Eva Candela López                   | 16.711   | 20,91%   | 7 ()     |
| | Vox                                                         |                                     | Alicia Tomás Martínez               | 8.380    | 10,49%   | 3 (+3)   |
| | Esquerra Republicana de Catalunya-Acord Municipal           |                                     | Ona Martínez Viñas                  | 6.047    | 7,56%    | 2 (-3)   |
| | Junts per Terrassa                                          |                                     | Meritxell Lluís i Vall              | 5.723    | 7,16%    | 2 ()     |
| | Partit Popular                                              |                                     | Marta Giménez Arcusa                | 5.242    | 6,56%    | 2 (+2)   |
| | Altres candidatures                                         |                                     |                                     | 9.912    | 12,38%   | 0 ( -3)  |
| | Vots en blanc                                               |                                     |                                     | 1.135    | 1,42%    |          |
| Total vots vàlids i regidors | Total vots vàlids i regidors                                | Total vots vàlids i regidors        | Total vots vàlids i regidors        | 79.882   | 100 %    | 27       |
| | Vots nuls                                                   | Vots nuls                           | Vots nuls                           | 821      | 1,01%    |          |
| Participació (vots vàlids més nuls) | Participació (vots vàlids més nuls)                         | Participació (vots vàlids més nuls) | Participació (vots vàlids més nuls) | 80.703   | 50,85%** |          |
| Abstenció | Abstenció                                                   | Abstenció                           | Abstenció                           | 78.000*  | 49,14%** |          |
| Total cens electoral | Total cens electoral                                        | Total cens electoral                | Total cens electoral                | 158.703* | 100 %**  |          |
| Alcalde: Jordi Ballart i Pastor (TxT) (15/06/2019) Per majoria absoluta dels vots dels regidors (14 vots: 10 de TxT, 2 d'ERC i 2 de Junts)                       |                                                             |                                     |                                     |          |          |          |
| Fonts: Ministeri de l'Interior. Junta Electoral de la Zona de Terrassa. Periòdic Ara. (* No són vots sinó electors. ** Percentatge respecte del cens electoral.) |                                                             |                                     |                                     |          |          |          |

### Alcaldes des de 1979

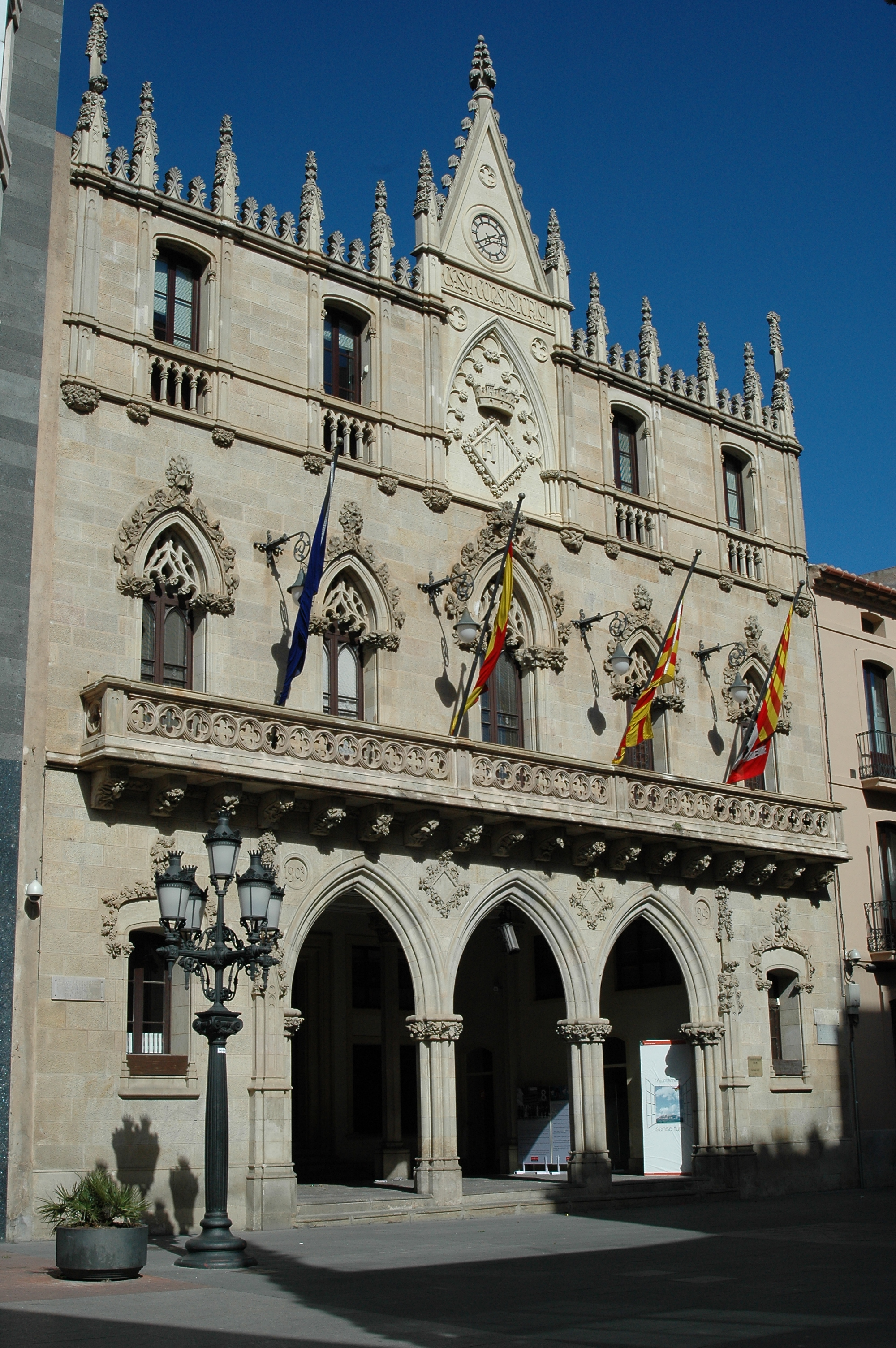
Edifici neogòtic de l'Ajuntament de Terrassa

Des de 2019 l'alcalde de Terrassa és Jordi Ballart i Pastor, de TxT; qui ja va ser alcalde entre 2012 i 2017 com a edil del PSC.
| Període                                 | Alcalde o alcaldessa                         | Partit polític  | Data de possessió     | Observacions |
| --------------------------------------- | -------------------------------------------- | --------------- | --------------------- | ------------ |
| 1979–1983                               | Manel Royes i Vila                           | Logotip del PSC | 20/04/1979            | --           |
| 1983–1987                               | Manel Royes i Vila                           | Logotip del PSC | 24/05/1983            | --           |
| 1987–1991                               | Manel Royes i Vila                           | Logotip del PSC | 30/06/1987            | --           |
| 1991–1995                               | Manel Royes i Vila                           | Logotip del PSC | 15/06/1991            | --           |
| 1995–1999                               | Manel Royes i Vila                           | Logotip del PSC | 17/06/1995            | --           |
| 1999–2003                               | Manel Royes i Vila Pere Navarro i Morera     | Logotip del PSC | 03/07/1999 13/04/2002 | Renúncia --  |
| 2003–2007                               | Pere Navarro i Morera                        | Logotip del PSC | 14/06/2003            | --           |
| 2007–2011                               | Pere Navarro i Morera                        | Logotip del PSC | 16/06/2007            | --           |
| 2011–2015                               | Pere Navarro i Morera Jordi Ballart i Pastor | Logotip del PSC | 11/06/2011 10/12/2012 | Renúncia --  |
| 2015–2019                               | Jordi Ballart i Pastor Alfredo Vega López    | Logotip del PSC | 13/06/2015 16/11/2017 | Renúncia --  |
| 2019-2023                               | Jordi Ballart i Pastor                       | Logotip del TxT | 15/06/2019            | --           |
| Des de 2023                             | Jordi Ballart i Pastor                       | Logotip del TxT | 17/06/2023            | --           |
| Fonts: Municat. Ajuntament de Terrassa. |                                              |                 |                       |              |

## Cultura i tradicions
La ciutat, hereva d'un ric patrimoni medieval, modernista i industrial, compta amb una extensa xarxa de biblioteques (entre les quals la moderna Biblioteca Central de Terrassa, que recull el llegat, entre d'altres, de la històrica Biblioteca Soler i Palet), arxius i museus.

### Arxius
- l'Arxiu Històric Comarcal de Terrassa / Arxiu Comarcal del Vallès Occidental
- l'Arxiu Municipal Administratiu de Terrassa
- l'Arxiu Tobella

### Museus

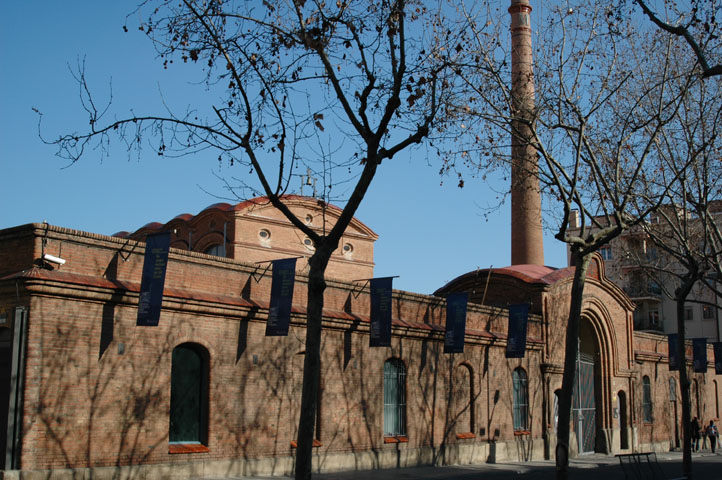
El vapor Aymeric, Amat i Jover, seu central del Museu de la Ciència i de la Tècnica de Catalunya

- el Museu de Terrassa, de titularitat municipal, que compta amb diverses seccions:
  - Castell Cartoixa de Vallparadís, al Parc de Vallparadís
  - Conjunt Monumental de les Esglésies de Sant Pere, a l'antic poble de Sant Pere
  - Casa Alegre de Sagrera, casa modernista al carrer de la Font Vella
  - Torre del Palau, a la plaça Vella, únic vestigi del castell palau de Terrassa
  - Centre d'interpretació de la vila medieval de Terrassa
  - Convent de Sant Francesc, en què destaca el claustre decorat amb plafons ceràmics
- el Museu de la Ciència i de la Tècnica de Catalunya, instal·lat a l'antic vapor Aymeric, Amat i Jover, dependent de la Generalitat de Catalunya
- el Centre de Documentació i Museu Tèxtil, gestionat per un consorci entre l'Ajuntament de Terrassa i la Diputació de Barcelona[30]
- el Museu Parroquial del Sant Esperit, dins la Catedral, a la plaça Vella

### Entitats Culturals de Terrassa
- Bastoners de Terrassa Arxivat 2006-06-27 a Wayback Machine.
- Minyons de Terrassa
- Castellers de Terrassa
- Bergants del Campus de Terrassa
- Ball de Pastorets de Terrassa
- Diables de Terrassa
- Ball de Gitanes de Terrassa
- El Drac de Terrassa Arxivat 2019-06-01 a Wayback Machine.
- Geganters de Terrassa
- Bastoners de l'Antic Poble de Sant Pere
- Federins, trabucaires de Terrassa
- Gegants de Les Fonts
- Gegants Bojos de Terrassa
- Nans i Capgrossos de Terrassa
- Mulassa de Terrassa
- Àliga de Terrassa
- Papallona de Sant Pere
- Bitxo del Torrent Mitger
- Drac Baluk Asharot i Diables de Ca n'Aurell
- Agrupació Folklòrica Amunt i Crits
- Agrupació Sardanista Asert
- Colla Sardanista del Centre Aragonès
- Esbart Egarenc
- Ball de Serrallonga
- Pàjara de Terrassa
- Drac i Bruixes de Can Boada
- Colla de Diables Balrogs
- Diabòlics d'Ègara
- Colla Jove de Diables de Sant Llorenç
- Diables de Sant Pere Nord
- Diables i Dina de la Maurina

### Festa Major
La Festa Major de Terrassa se celebra el primer diumenge després de Sant Pere i dura de divendres a dimecres; el diumenge n'és el dia central, quan té lloc la diada castellera al Raval de Montserrat. Se celebra en honor dels sants patrons de la ciutat, que són sant Pere, sant Cristòfol i sant Valentí. El dilluns de Festa Major, l'endemà del primer diumenge després de Sant Pere, és festivitat local. El programa de la Festa Major s'ha anat consolidant amb els anys i sempre comença amb la baixada del drac de Sant Llorenç del Munt i acaba amb el castell de focs i la típica cantada d'havaneres i rom cremat, servit per la corporació municipal.

### Fira Modernista

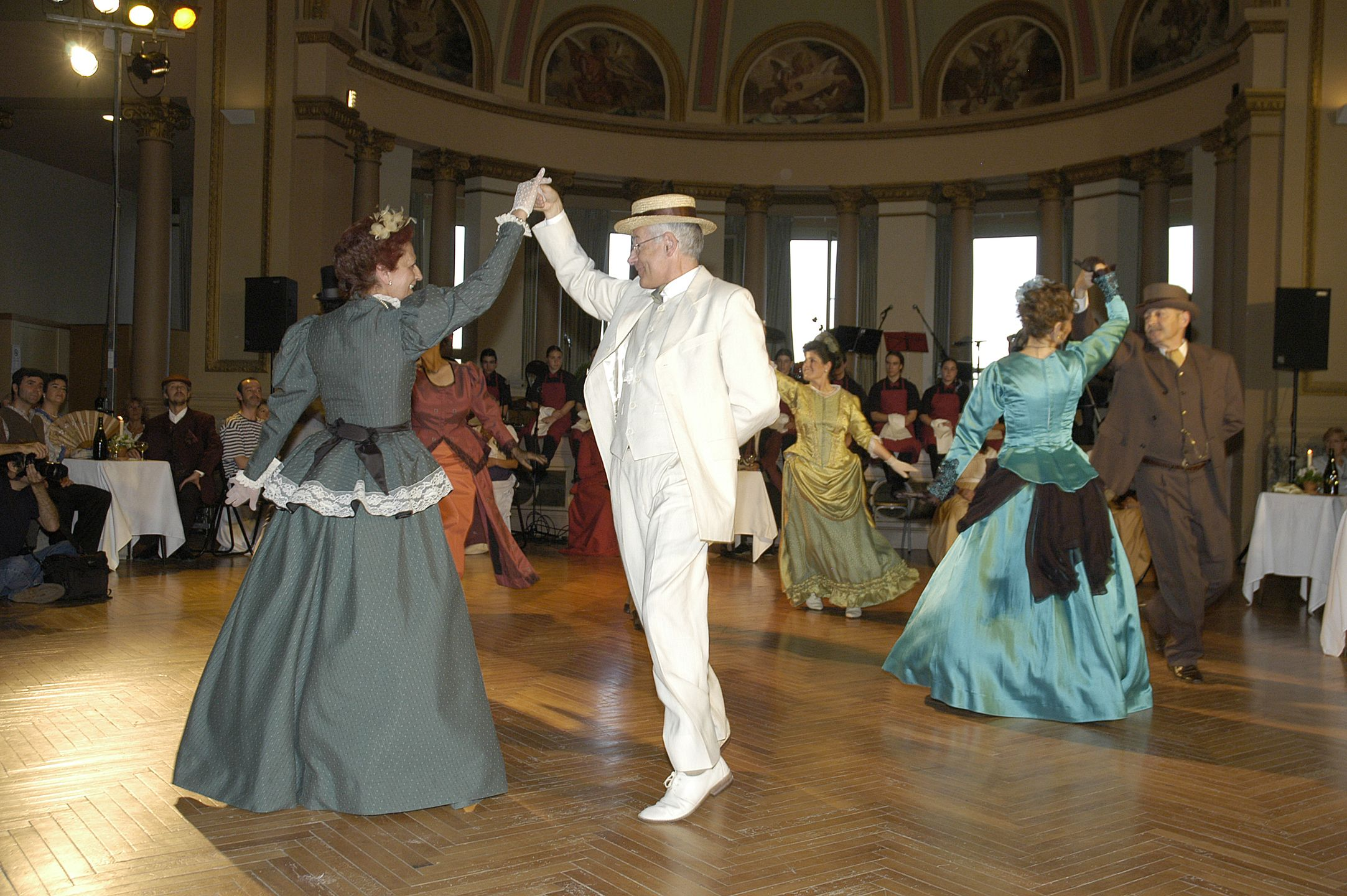
Ball al Gran Casino durant la Fira Modernista

El mes de maig del 2003 es va celebrar la primera Fira Modernista de Terrassa, que reproduïa l'ambient de la ciutat al primer terç del segle xx. S'hi recuperava la tradició medieval de la fira de primavera i es barrejava amb l'ànima modernista i industrial Egarenca. Ha esdevingut un esdeveniment cultural, turístic i comercial únic a Catalunya, que el 2006 va rebre la qualificació de Fira d'Interès Turístic a Catalunya atorgada per la Generalitat de Catalunya.
Desenes de milers de persones han pogut gaudir des d'aleshores d'una oferta anual de dos dies amb ambientació, espectacles, gastronomia, artesania, exposicions, activitats infantils, rutes turístiques, cinema, cultura popular, cercaviles, concerts, exhibicions d'automòbils i motos antigues, xerrades, artesania, mercat modernista, tallers... Des del seu naixement, la Fira Modernista va apostar perquè els participants puguin experimentar, tocar, veure, jugar, menjar, assaborir, tot allò que constitueix un autèntic viatge enrere en el temps cap als primers anys del segle xx, al voltant del patrimoni modernista i industrial de Terrassa.

### Terrassa, plaça castellera

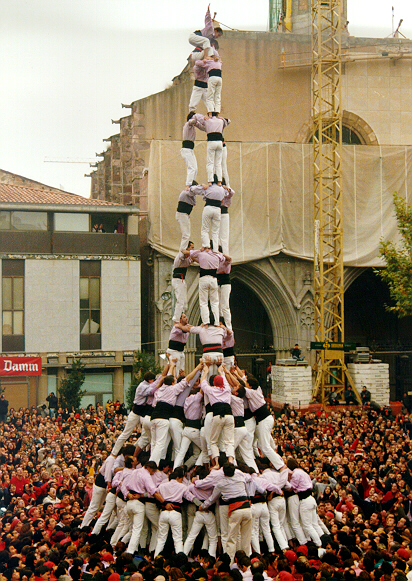
Primer 3 de 10 amb folre i manilles descarregat de la història, fet pels Minyons de Terrassa el 22 de novembre de 1998

La ciutat, tot i no pertànyer a l'àrea castellera tradicional, compta amb dues colles castelleres convencionals i una colla castellera universitària pròpies. La colla dels Minyons de Terrassa, fundada el 1979 per Josep Antoni Falcato, és una de les capdavanteres del país. Els Minyons de Terrassa i els Castellers de Terrassa, fundats el 1980, actuen cada any durant la diada castellera de la Festa Major, on acostuma a convidar-se a una colla de prestigi per completar el cartell. Tanmateix l'actuació on es realitzen els castells més importants –entre altres s'hi han descarregat els primers castells de 10 pisos de la història– es fa el tercer cap de setmana de novembre, durant la diada dels Minyons, la cita més important de la colla malva. Els Castellers de Terrassa tenen en la Diada d'homenatge a l'avi Emili Miró la seva cita més important a la ciutat. Per la seva banda, els Bergants del Campus de Terrassa actuen en dues ocasions anualment a la ciutat en les seves diades d'hivern (a finals de nomvebre o inicis de desembre) i d'estiu (a finals de maig o inicis de juny).

### Música
La música és força present a la ciutat. Cal destacar el gran nombre de grups musicals que hi ha, així com el Festival de Jazz, que s'hi organitza anualment des del 1982.

### L'estapera[33]
L'estapera, és un dels balls populars més conegut a Terrassa, aquest es balla en múltiples ocasions, com pot ser per Festa Major, en actes de Cultura Popular...
Aquest ball és el que conclou l'obertura de la Festa Major de la ciutat on totes les persones assistents poden ballar-la, convertint aquesta dansa en el que segurament és una de les més populars de Terrassa, prova d'això és que és un ball que té diverses coreografies, per ser ballada en parells (habitual), per ball de bastons o pels gegants.
La referència més antiga d'aquest ball, és de 1890 en el treball Costums del Vallès de Manel Soler i Gamillo, tot i que la coreografia sí que s'havia perdut. Per tant, no va ser fins al 1985-86 que Marc Galí li va donar coreografia per a ballar amb bastons (coreografia que actualment encara es balla), i el 10 de maig de 1987 es va tornar a ballar el ball per parelles, de la mà de Lluís Puig. I el fet que tingui una coreografia molt senzilla i que es pugui ballar sense cap assaig previ, fa que estiguí a l'abast de tothom i tingui una gran popularitat.
Ball: https://www.youtube.com/watch?v=hvbYtnXqB1M

### Ciutats agermanades
Ciutats agermanades amb Terrassa:
| - Agermanaments institucionals: - Örebro ( Suècia), 2003 - Pàmies ( França), 1991 - Tolosa ( França) (col·laboracions bilaterals) - Aley ( Líban) (col·laboracions bilaterals) | - Agermanaments de cooperació: - Granada ( Nicaragua) - Tetuan ( Marroc) |

## Esports
L'esport que ha donat més renom a la ciutat és l'hoquei herba, del qual ha estat la ciutat pionera a Catalunya i Espanya. Durant els Jocs Olímpics de Barcelona de 1992, Terrassa va ser la subseu olímpica de l'hoquei herba. El gran nombre de jugadors Egarencs d'hoquei que han participat en les diferents edicions dels Jocs Olímpics han fet que la ciutat sigui coneguda com «la ciutat més olímpica del món». Actualment militen en la Divisió d'Honor A del campionat espanyol de lliga els següents equips Egarencs:
- Atlètic Terrassa Hockey Club (també l'equip femení)
- Club Deportiu Terrassa (també l'equip femení)[37]
- Club Egara (també l'equip femení)
- Natació Línia 22 (també l'equip femení)

Entre el juny i el juliol del 2022 la ciutat acullí, juntament amb Amstelveen, als Països Baixos, el Campionat del Món femení d'hoquei herba. Els partits es celebraren a l'Estadi Olímpic i a l'Estadi Martí Colomer.
D'altres esports on hi ha participació destacada són el futbol, des de 1902 practicat a la ciutat, amb molta tradició amateur i amb el Terrassa Futbol Club (actualment a la Tercera Divisió), campió de quatre Copes Catalunya i que va celebrar el centenari el 2006; el bàsquet, esport pioner a la ciutat, amb diversos equips (el C.N. Terrassa, el Sant Pere, l'Sferic –club destacat en hoquei sobre patins–, el J.E. Terrassa –l'únic club de bàsquet femení de la ciutat–, etc.); l'handbol, amb l'Handbol Terrassa; el waterpolo, amb el Club Natació Terrassa, la gimnàstica i els escacs: el Club d'Escacs Terrassa ha estat cinc vegades campió de Catalunya (1954, 1964, 1967, 1969 i 1972) i un cop campió d'Espanya (1983). També té el Sant Llorenç Korfbal Club.

## Mitjans de comunicació
Terrassa té un diari propi, el Diari de Terrassa, que es publica de dimarts a dissabte. Des de l'abril del 2008 fins al maig del 2009 el diari Avui publicà també un suplement els dilluns i els divendres per a la ciutat anomenat Avui+ Terrassa, que també disposava d'una versió electrònica que estigué operativa fins al juny del 2010.
Pel que fa als mitjans radiofònics, Terrassa ha comptat durant 78 anys amb Ràdio Terrassa de la Cadena SER, que fou una de les pioneres a Catalunya i Espanya, al 828 OM i al 89,4 FM; va deixar d'emetre el 31 de gener del 2010. D'altra banda, la radiofórmula musical Ràdio Club 25, que se sintonitzava al 95,5 FM, fou comprada per Kiss FM el juliol del 2007, que ara n'ocupa la freqüència per a les seves emissions a l'àrea de Barcelona. El 28 de febrer de 2005, Ràdio Star Terrassa inicià una etapa al 100.5 FM fins a l'actualitat. Actualment Terrassa només disposa de l'emissora municipal Noucinc.2, dins la xarxa local de COM Ràdio, al 95,2 FM.
En televisió, Terrassa la cadena municipal de televisió Canal Terrassa Vallès.
Compta, a més, amb un diari electrònic, pioner a la ciutat: InfoTerrassa.com, i amb Terrassadigital.cat, d'iniciativa municipal. També en format digital, existeix la capçalera diària Egar.net, associada a l'ACPG. Terrassa va disposar, fins al final del 2010, d'un portal anomenat Terrassa.net, considerat la segona web més visitada de la ciutat, després de la de l'Ajuntament.

## Comunicacions

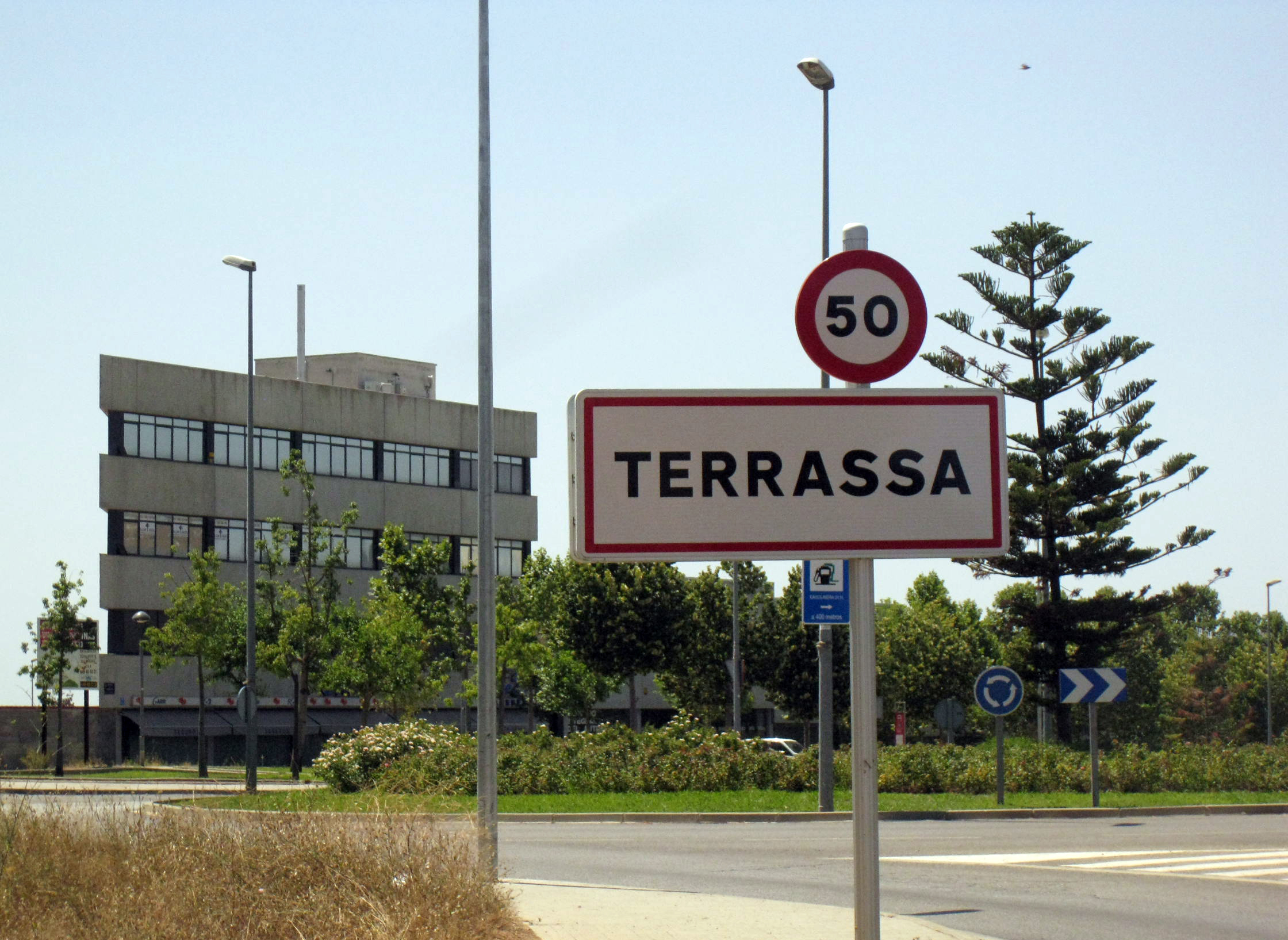
Entrada a Terrassa per la carretera de Castellar

Pel que fa al transport terrestre, Terrassa està comunicada amb Barcelona a través de dues autopistes, la C-58 (que passa pel sud de la ciutat) i la C-16 (de peatge, que passa pel sud/sud-oest de la ciutat). La C-16 forma part de la via europea E-9, que uneix Barcelona amb el túnel del Cadí i França passant per Manresa i Berga.
La resta de carreteres que comuniquen Terrassa són la BV-1221 (carretera de Matadepera), que comunica Terrassa amb el Bages passant per Matadepera, Mura, Talamanca i Navarcles; la B-122 (carretera de Rellinars), que arriba a Castellbell i el Vilar passant per Rellinars; la C-58 en el tram que no és autopista, coneguda com a autovia de la Bauma, que connecta Terrassa amb Viladecavalls i Vacarisses fins a l'enllaç amb la C-55; la B-120 (carretera d'Olesa), que enllaça Terrassa, Viladecavalls i Olesa de Montserrat; la C-243c (carretera de Martorell), que uneix Terrassa, Ullastrell i Martorell; la BP-1503 (carretera de Rubí), que comunica la ciutat amb Rubí i Sant Cugat; la N-150 (carretera de Montcada), que connecta Terrassa, Sabadell, Barberà, Cerdanyola, Ripollet i Montcada i Reixac; i la C-1415a (carretera de Castellar), que uneix Terrassa amb Castellar del Vallès, Sentmenat i Caldes de Montbui.
Es pot consultar la informació completa a la pàgina web de Mobilitat de l'Ajuntament de Terrassa.

### Accessos per carretera

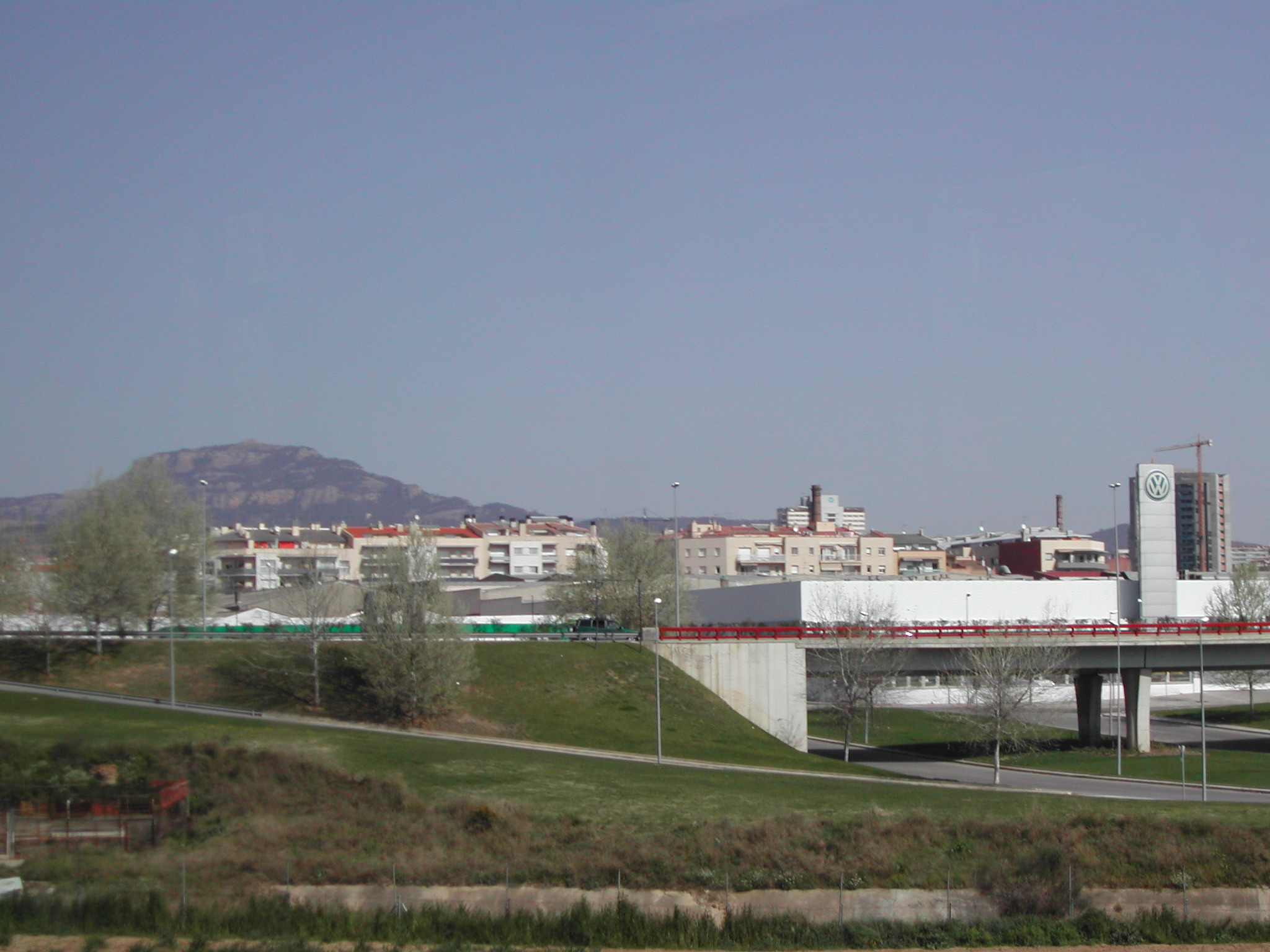
L'autopista C-16 al seu pas pel sud de la ciutat, amb la Mola al fons

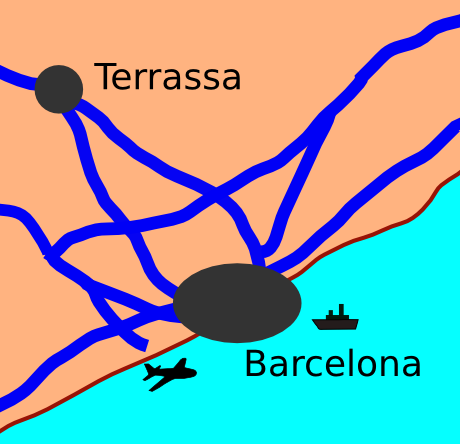
Autopistes

- Des de Barcelona:

Autopista C-58 Barcelona-Terrassa (gratuïta)
Autopista C-16 Barcelona-Sant Cugat-Terrassa, pels túnels de Vallvidrera (peatge)
- Des de Lleida:

AP-2, connexió amb les autopistes AP-7 i C-58
A-2, connexió amb la C-243 (Martorell-Terrassa)
- Des de França-la Jonquera-Girona:

AP-7, connexió amb la C-58 (Barcelona-Terrassa)
- Des de Tarragona:

AP-7, connexió amb la C-58 (Barcelona-Terrassa)
- Pròximament, l'Autovia Orbital de Barcelona B-40 o Quart Cinturó, que anirà per tot l'oest i el nord de Terrassa.

### Ferrocarril

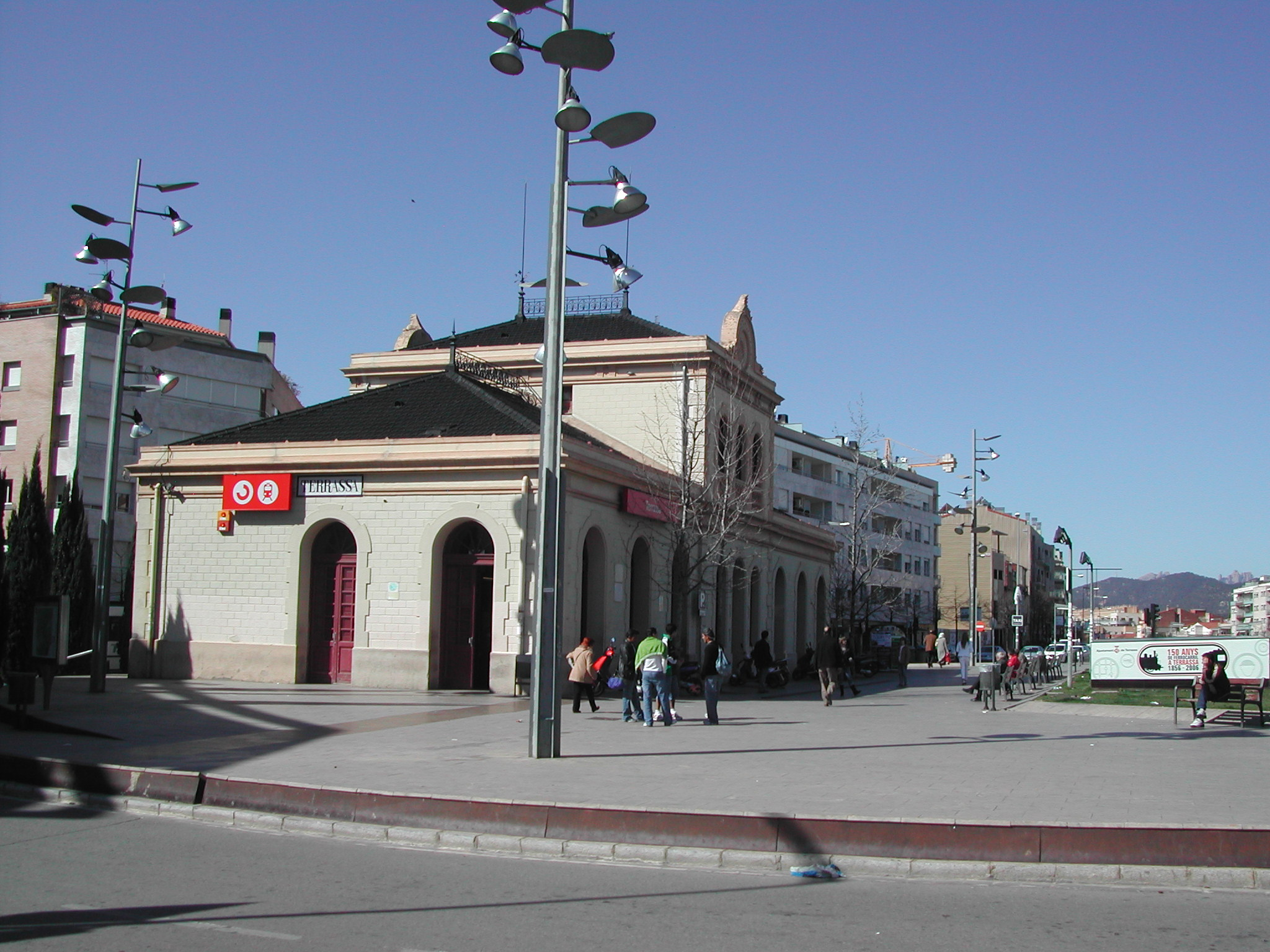
Estació del Nord, al passeig del Vint-i-dos de Juliol

La ciutat disposa de dues estacions de passatgers de la línia R4 de Rodalies de Catalunya, Terrassa i Terrassa Est. Hi ha la previsió d'una estació més, Terrassa Can Boada, al barri de la Maurina.
Ferrocarrils de la Generalitat de Catalunya té quatre estacions de la línia S1 (Metro del Vallès) a la ciutat: Terrassa Rambla, Vallparadís Universitat (ubicada a la zona universitària), Terrassa Estació del Nord (amb correspondència amb Rodalies de Catalunya) i Terrassa Nacions Unides, ubicada al barri de Can Roca i terminal de la línia. També hi ha en projecte una estació a l'entrada de la ciutat pel sud, entre els barris del Segle XX i la Cogullada (Porta Sud). Tot aquest conglomerat d'estacions dels FGC conformen l'anomenat Metro de Terrassa, que fora del nucli urbà inclou també l'estació de les Fonts.
El municipi compta, a més a més, amb el baixador de Torrebonica de la Renfe, actualment fora de servei.
Un projecte en estudi de la Generalitat de Catalunya és la futura Línia Orbital Ferroviària, la qual aprofitaria el tram de Terrassa de l'Adif i a partir d'aquí es bifurcaria amb un nou tram de via fins a Martorell.

### Transport públic urbà

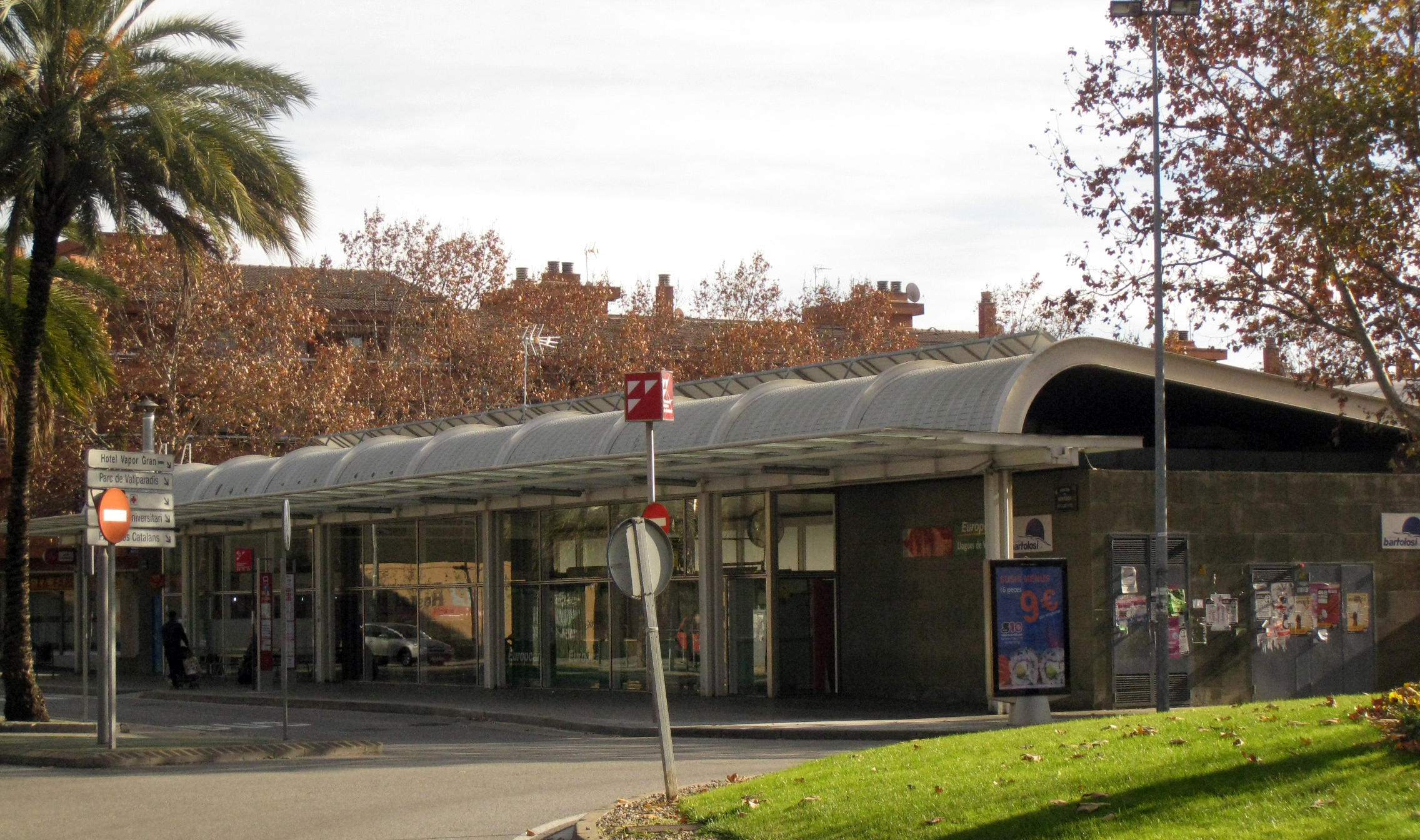
Estació d'autobusos, a la carretera de Montcada

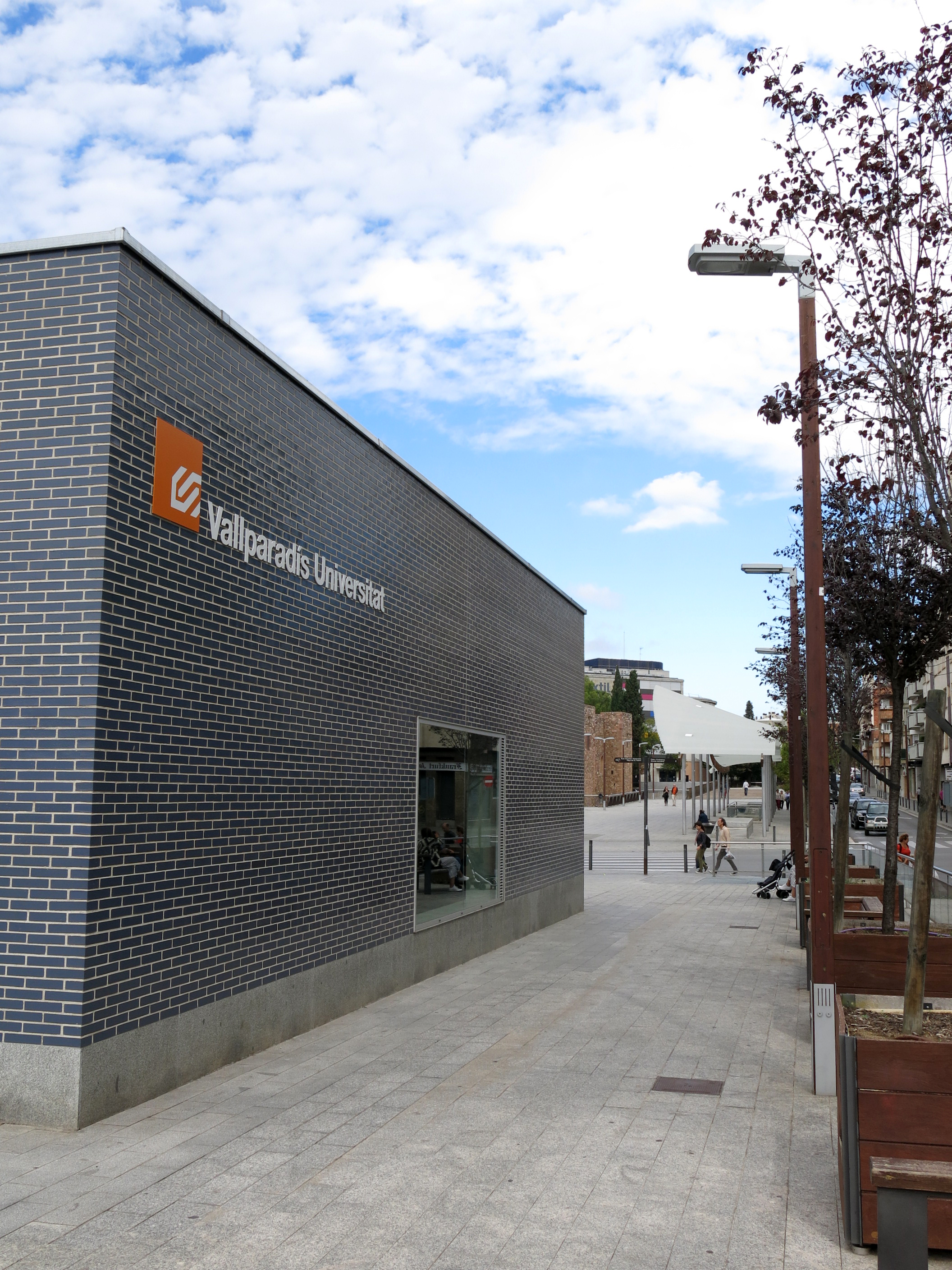
Nova estació de Vallparadís Universitat, del Metro de Terrassa

Dins de la ciutat operen un total de catorze línies d'autobús de dia més un servei de bus nocturn. Actualment el servei el realitza l'empresa TMESA (Transports Municipals d'Ègara). Les línies són (octubre de 2023):
- 1 Sant Llorenç - Rambla d'Ègara - Hospital
- 2 Les Arenes - Estació del Nord - Rambla d'Ègara
- 3 La Grípia - Ca n'Anglada - Rambla d'Ègara - la Maurina
- 4 Can Parellada - Can Palet - Rambla d'Ègara - Ca n'Aurell
- 5 Pla del Bon Aire - Poble Nou - Rambla d'Ègara - Can Trias
- 6 Can Tusell - Sant Pere Nord - Rambla d'Ègara - La Cogullada
- 7 Pla del Bon Aire - Can Jofresa
- 8 Avingudes (Can Jofresa - Avingudes - Rambla d'Ègara - Can Jofresa)
- 9 Avingudes (Can Palet - Can Jofresa - Rambla d'Ègara - Avingudes - Can Palet)
- 10 Les Fonts - Estació del Nord
- H Hospital Exprés (Poble Nou - Estació Nord - Hospital)
- 12 Can Gonteres - Rambla d'Ègara
- 13 Can Palet de Vista Alegre - Rambla d'Ègara
- 14 Mercadal Setmanal de Martí l'Humà - Can Parellada (Només circula els dimecres al matí)
- 15 Les Fonts - Montserrat
- 16 Bus Dnit (segueix el mateix itinerari que la línia 9 i només circula els caps de setmana i divendres).
- 17 Països catalans - Estació de l'Est (Només circula els divendres a la tarda i els caps de setmana)

### Autobusos interurbans
La Generalitat de Catalunya és l'ens gestor i planificador dels autobusos interurbans que circulen per la ciutat de Terrassa. Tots ells tenen parada a l'estació d'autobusos interurbans.

### Metro
La prolongació ja esmentada de la línia S1 dels Ferrocarrils de la Generalitat de Catalunya (FGC) dins la trama urbana de la ciutat, amb les seves quatre estacions, conforma el Metro de Terrassa, inaugurat el 29 de juliol de 2015.
A diferència de les línies de metro de Barcelona dels FGC, que habitualment circulen cada 3-10 minuts, segons l'estació i la franja horària, la freqüència de pas dels trens del Metro de Terrassa és la mateixa que a la resta de la línia, cada 11-20 minuts.

## Egarencs il·lustres
Vegeu la Categoria:Egarencs
| - Francesc Abad (1944), artista conceptual. - Pere Alegre (1909-1986), músic i compositor. - Pol Amat (1978), jugador d'hoquei sobre herba. - Francesc Anglès (1938), metge i escultor. - Antoni Argilés (1931-1990), jugador i entrenador de futbol. - Mateu Avellaneda (1902-1949), dibuixant i historiador. - Jaume Ballber (1867-1924), industrial i delegat a la ponència de les Bases de Manresa (1892). - Mireia Barrera (1967), directora del Cor Nacional d'Espanya. - Sergi Belbel (1963), dramaturg, director del Teatre Nacional de Catalunya. - Rafael Benet (1888-1979), pintor, crític d'art i historiador de l'art. - Eduard Blanxart (1915), interiorista, dissenyador i músic. - Joan Cadevall (1846-1921), botànic i geògraf. - Nicasi Camps (1931), autor dramàtic. - Ferran Canyameres (1898-1964), escriptor. - Pau Cardellach i Busquets (1814-1879), jurista. - Salvador Cardús i Florensa (1900-1958), historiador i arxiver. - Salvador Cardús i Ros (1954), periodista i escriptor. - Salvador Costa (1930-2006), compositor i pintor. - Josep Maria Domènech i Fargas (1925), geògraf. - Pere Elias (1909-2002), poeta i publicista. - Miquel Farré (1936), pianista i mestre internacional d'escacs. - Santi Freixa (1983), jugador d'hoquei sobre herba. - Concha García Campoy (1958-2013), periodista. - Guillem-Jordi Graells (1950), autor i director teatral. - Josep Guijarro (1967), periodista i escriptor. - Xavier Hernández (1980), futbolista, més conegut com a Xavi. - Jaume Janer (1900-1941), ciclista. - Josep Lluís Laguía (1959), ciclista. - Albert Luque (1978), futbolista. - Adeodat Marcet (1875-1964), monjo de Montserrat. - Antoni Maria Marcet (1878-1946), abat de Montserrat (1913-1946). - Pere Marcet (1945), filòleg i lingüista. - Àngels Margarit (1960), ballarina i coreògrafa. - Ramon Marinel·lo (1911-2002), escultor i dissenyador. - Pau Marsal (1761-1839), músic i compositor. - Josep Maria Martí i Bonet (1937), sacerdot i historiador. - Josep Maria Martínez Lozano (1923-2006), pintor aquarel·lista. - Josep Enric Millo (1960), polític, diputat al Parlament de Catalunya pel Partit Popular i delegat del Govern espanyol a Catalunya. - Josep Montserrat (1820-1892), organista i compositor musical. - Vicky Losada (1991), futbolista professional | - Samuel Morera (1889-1969), polític, alcalde de la ciutat durant la Segona República. - Jacint Morera (1915-1989), pintor, caricaturista, muralista i activista cultural. - Lluís Muncunill (1868-1931), arquitecte modernista. - Nebridi d'Ègara (segle v - ca. 545), bisbe d'Ègara. - Pere Navarro (1959), alcalde de la ciutat i primer secretari del PSC. - Albert Oliver (1978), jugador de bàsquet. - Josep Oller (1839-1922), empresari teatral, fundador del music-hall Olympia i del cabaret Moulin Rouge, a París. - Santiago Padrós (1918-1971), artista, un dels principals autors de mosaics de la seva època. - Jaume Pastallé (1924-2004), gastrònom. - Joaquim Paüls (1961), jugador i entrenador d'hoquei sobre patins. - Joaquim Pecanins (1883-1948), compositor i pedagog, conegut amb el pseudònim de Víctor Eugeni. - Marta Pessarrodona (1941), poetessa i crítica literària. - Dolors Puig (1951), política, diputada al Congrés dels Diputats pel PSC. - Miquel Pujadó (1959), cantautor, escriptor i filòleg. - Agustí Pujol (1585-1628), escultor renaixentista i barroc. - Josep Roca i Roca (1848-1924), periodista, escriptor i polític. - Francesc Rodó i Sala (1816-1902), religiós. - Joan Rodó (1770-1848), organista i monjo. - Manel Royes (1940), polític del PSC, alcalde de la ciutat i president de la Diputació de Barcelona. - Guillem Rubio (1982), jugador de bàsquet. - Josep Rull (1968), advocat, diputat al Parlament per Convergència Democràtica de Catalunya. - Alfons Sala (1863-1945), industrial i polític, president de la Mancomunitat de Catalunya (1923-1925). - Francesc Salvans (1875-1936), industrial i polític regionalista. - Ramon Serrat (1883-1944), músic i compositor. - Jordi Soler i Font (1938), fotògraf, periodista i dibuixant. - Josep Soler i Palet (1859-1921), historiador, polític i mecenes cultural. - Enric Soler i Raspall (1966), autor de llibres de viatges. - Francesc Torras Armengol (1832-1878), pintor, escultor i gravador. - Anicet Utset (1932-1998), ciclista. - Joaquim Vancells (1866-1942), pintor paisatgista modernista. - Joaquim Ventalló (1899-1996), escriptor i publicista. - Vicenç Vellsolà i Aymerich (1891-1916), violinista. - Jordi Vera (1953), polític independentista. - Joaquim Verdaguer i Caballé (1945-2022), historiador. - Antoni Verdaguer (1954), guionista i director de cinema. - Ezequiel Vigués (1880-1960), titellaire, més conegut amb el sobrenom de Didó. - Vicenç Villatoro (1957), escriptor i periodista, director general de Promoció Cultural (1997-2000) i president de l'Institut Ramon Llull (2011-2013). - Carles Viver i Pi-Sunyer (1949), advocat i jurista. |

## Curiositats
- A Terrassa, el 6 de gener del 2009 hi va tocar el primer premi del sorteig de Reis: el número 28.920 es va vendre íntegrament a l'administració número 23 de la ciutat. El premi fou de dos milions d'euros en cada sèrie (200.000 el dècim).
- Hi ha paraules i expressions úniques i genuïnes de Terrassa, com paparola (rosella), taifa (carmanyola), mery (pal de fregar) o xena (brutícia).

## Galeria

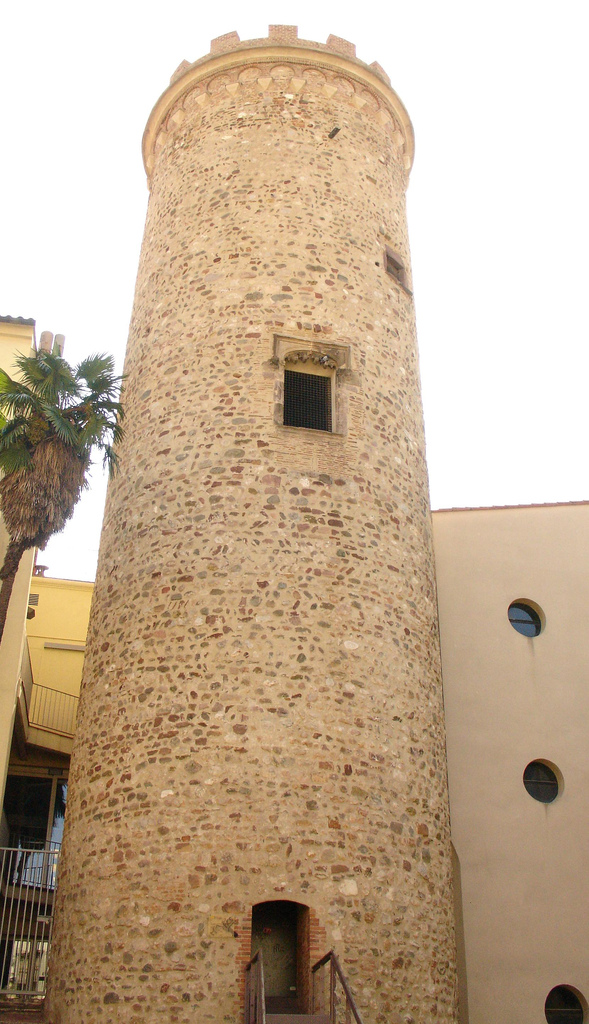
Torre del Palau
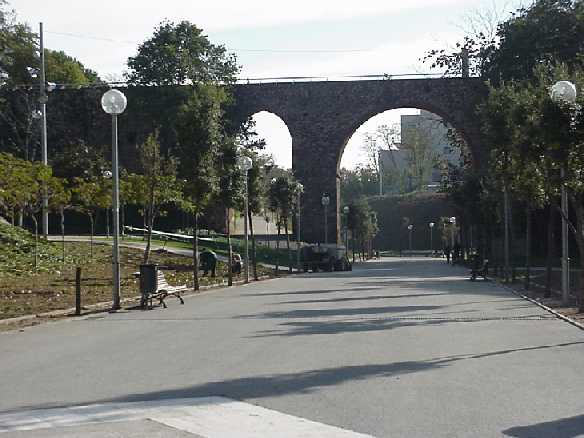
Pont de Sant Pere
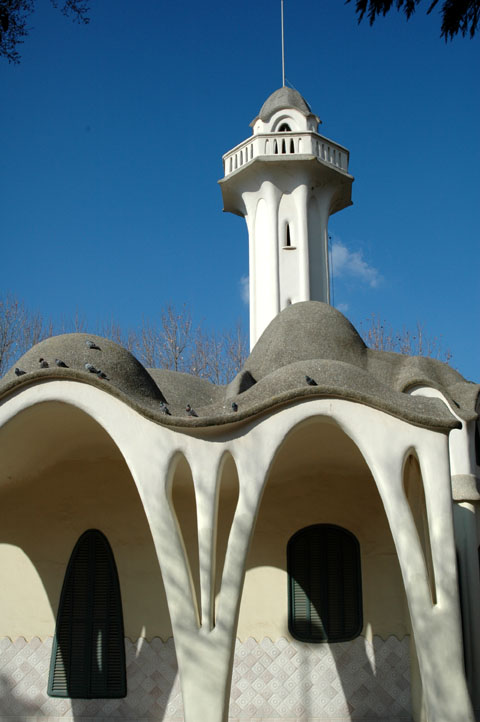
Masia Freixa
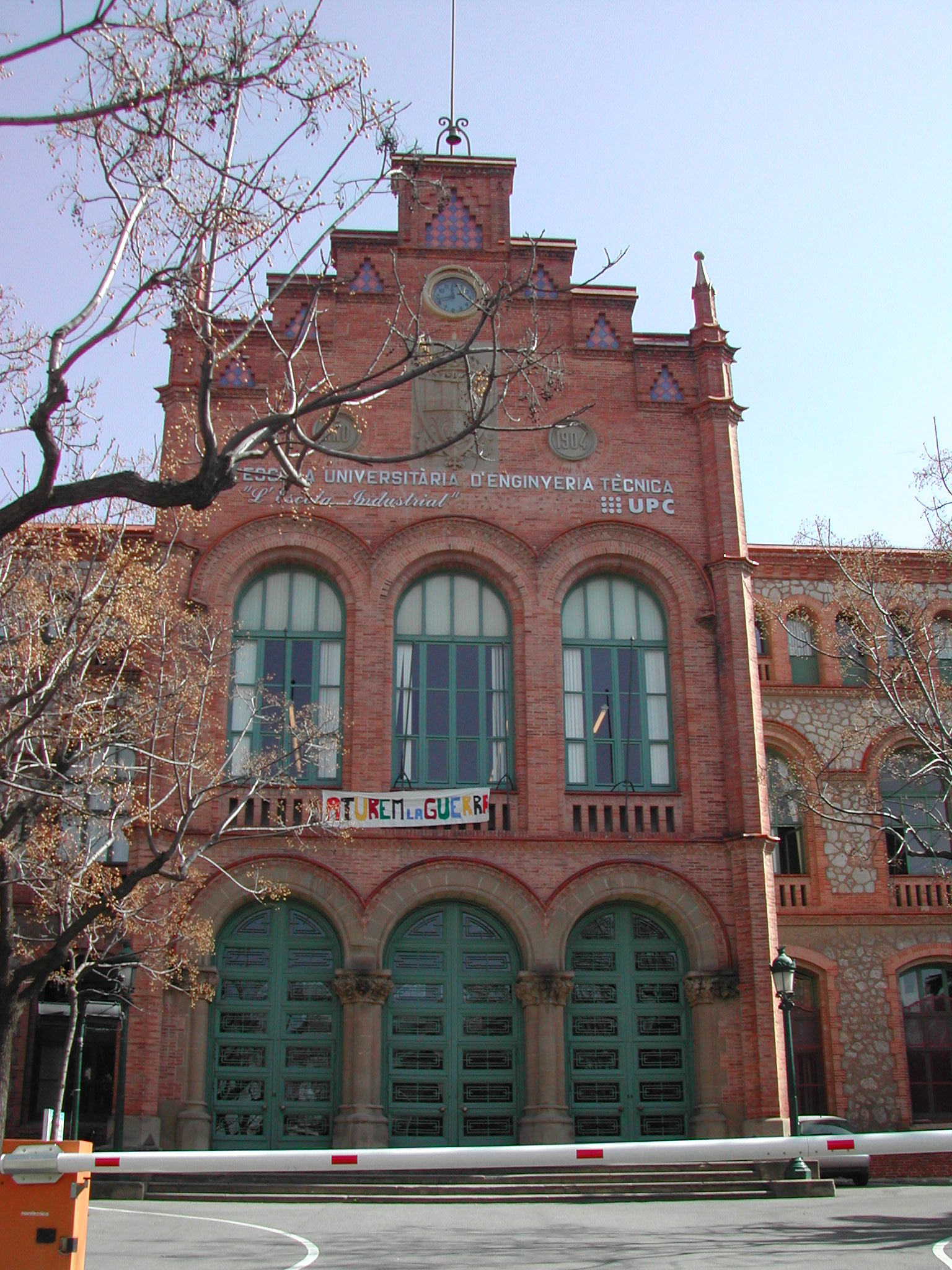
Escola Industrial
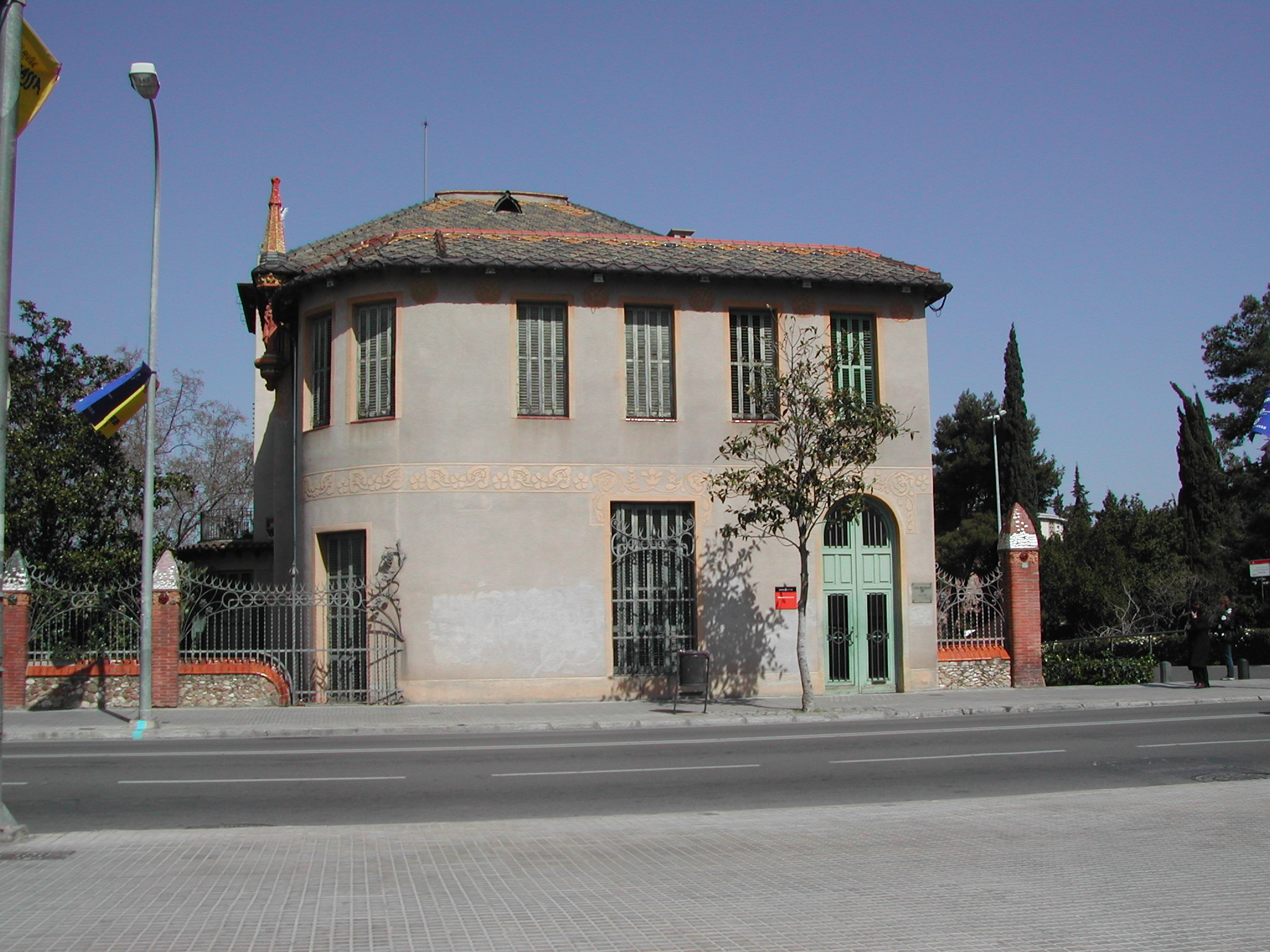
Casa Baumann
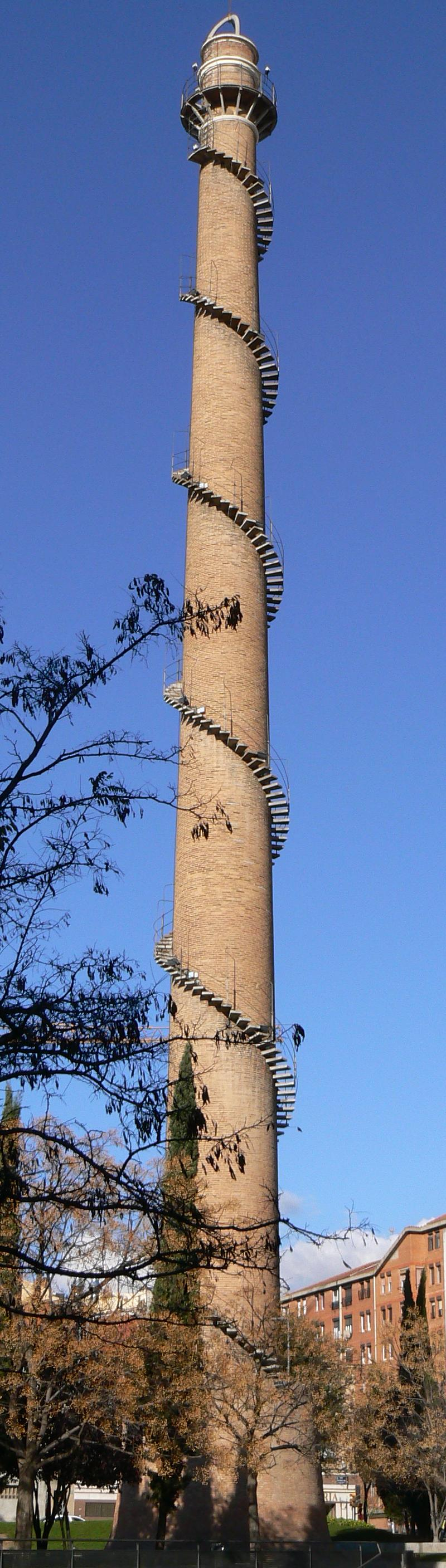
Xemeneia de l'antiga bòbila Almirall
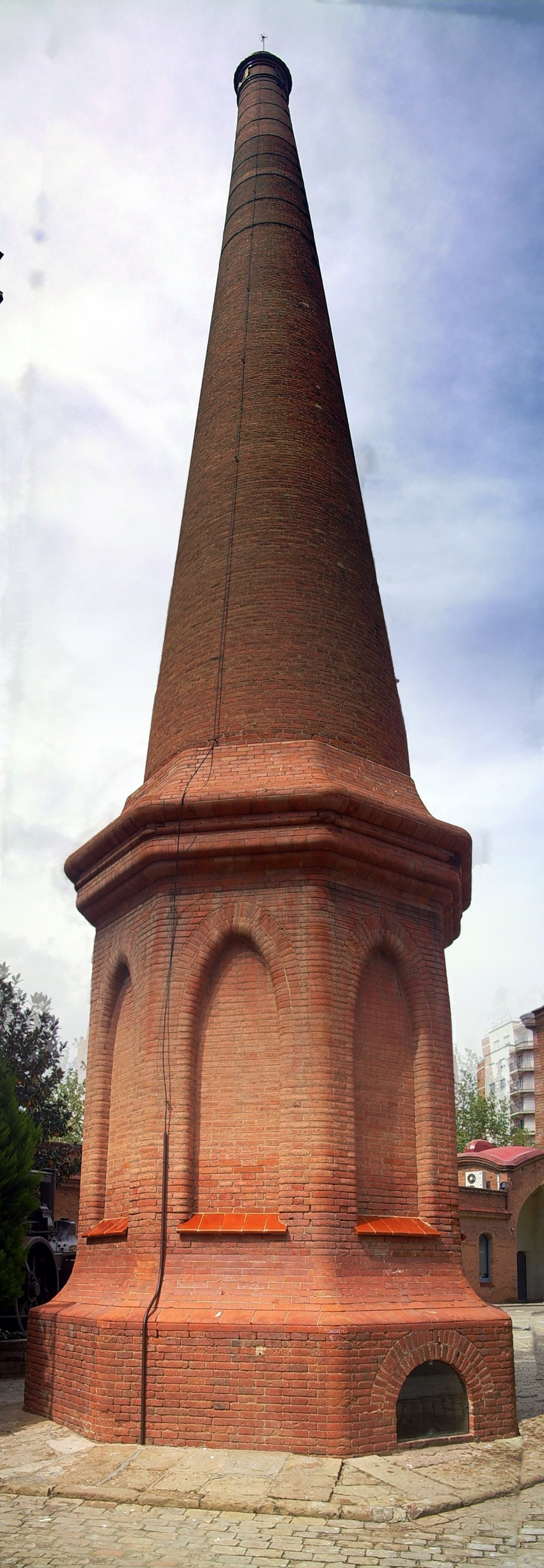
Xemeneia de l'antic vapor Aymerich, Amat i Jover
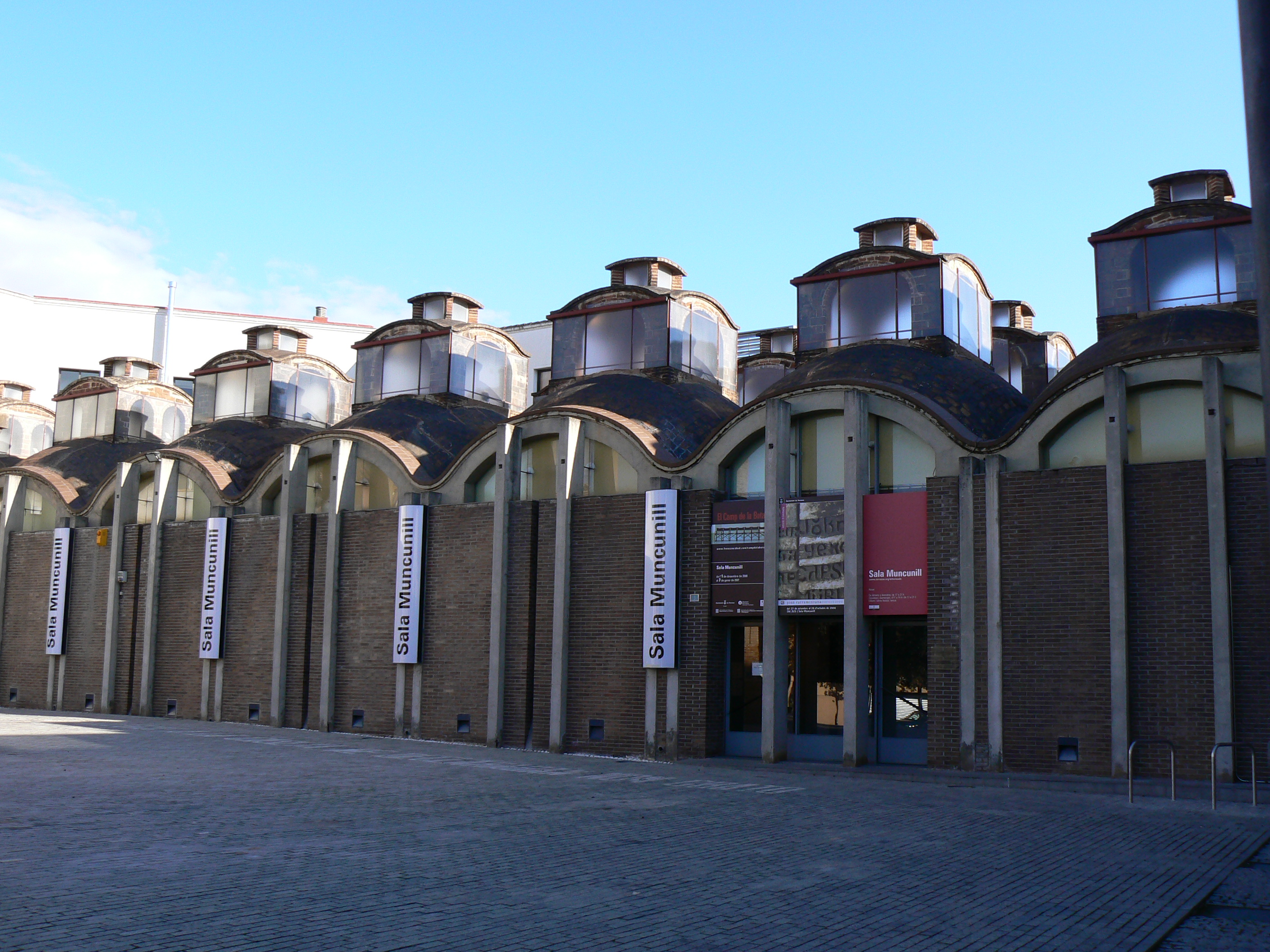
Sala Muncunill, antic vapor Amat
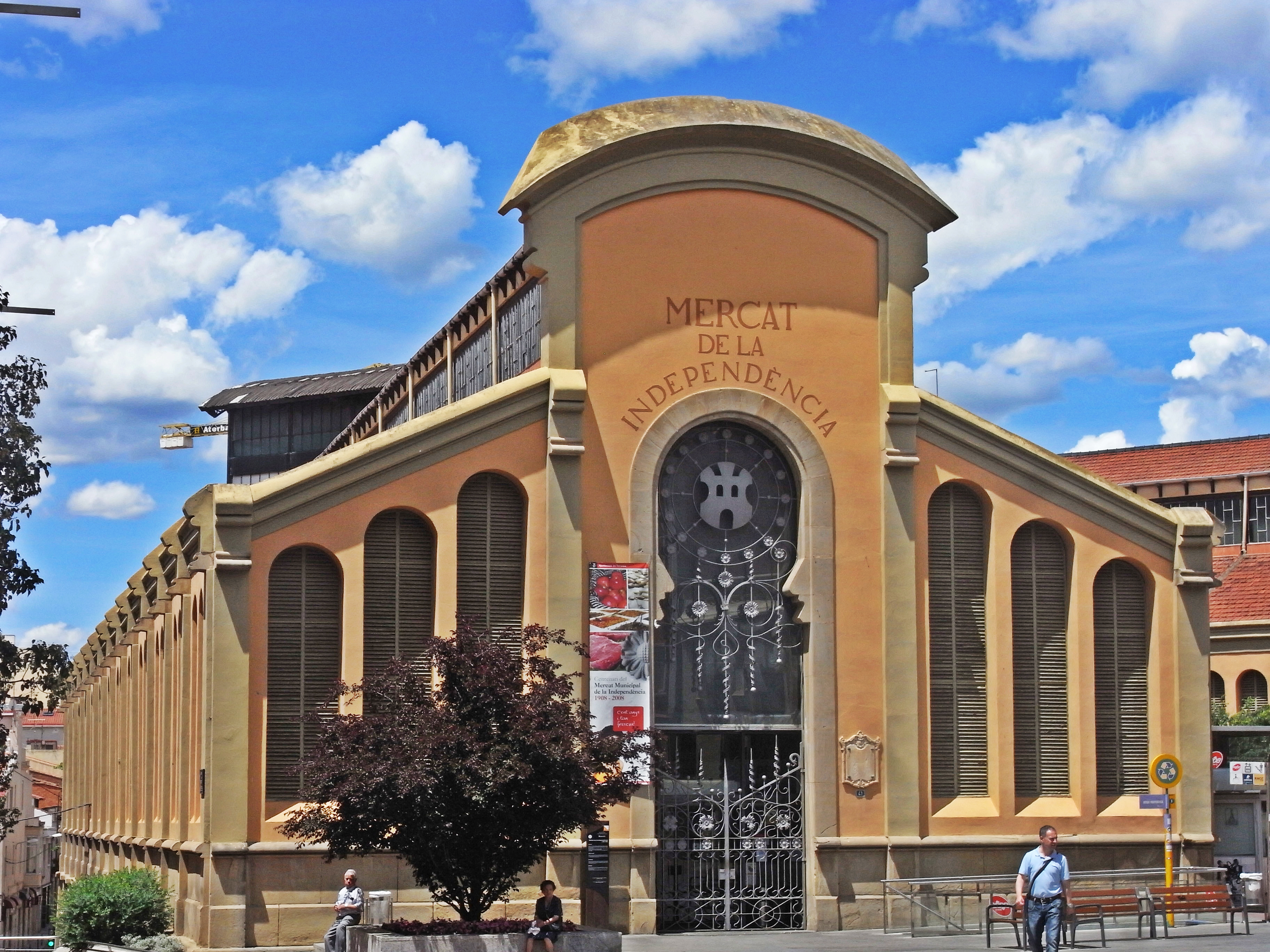
Mercat de la Independència
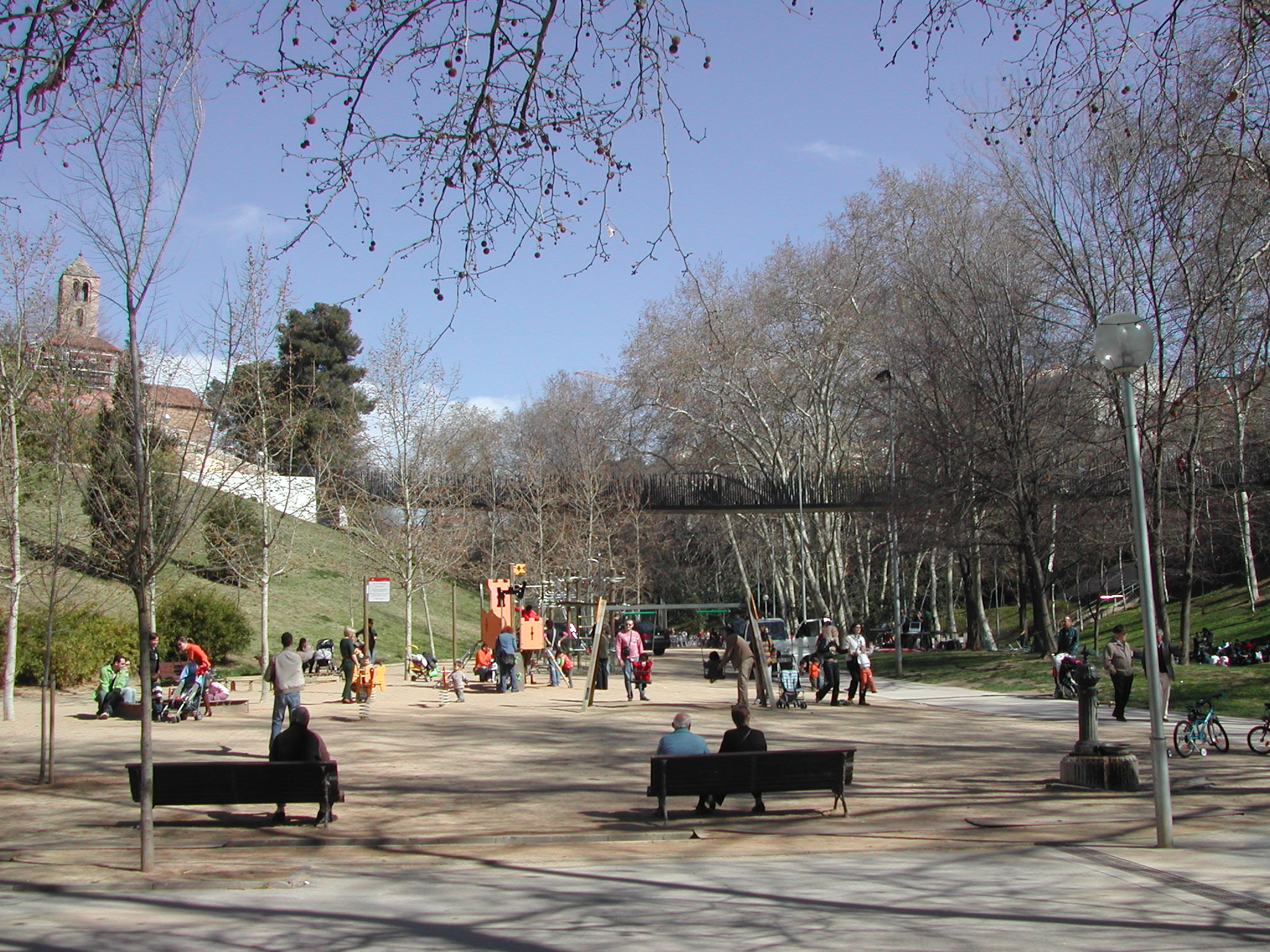
Parc de Vallparadís
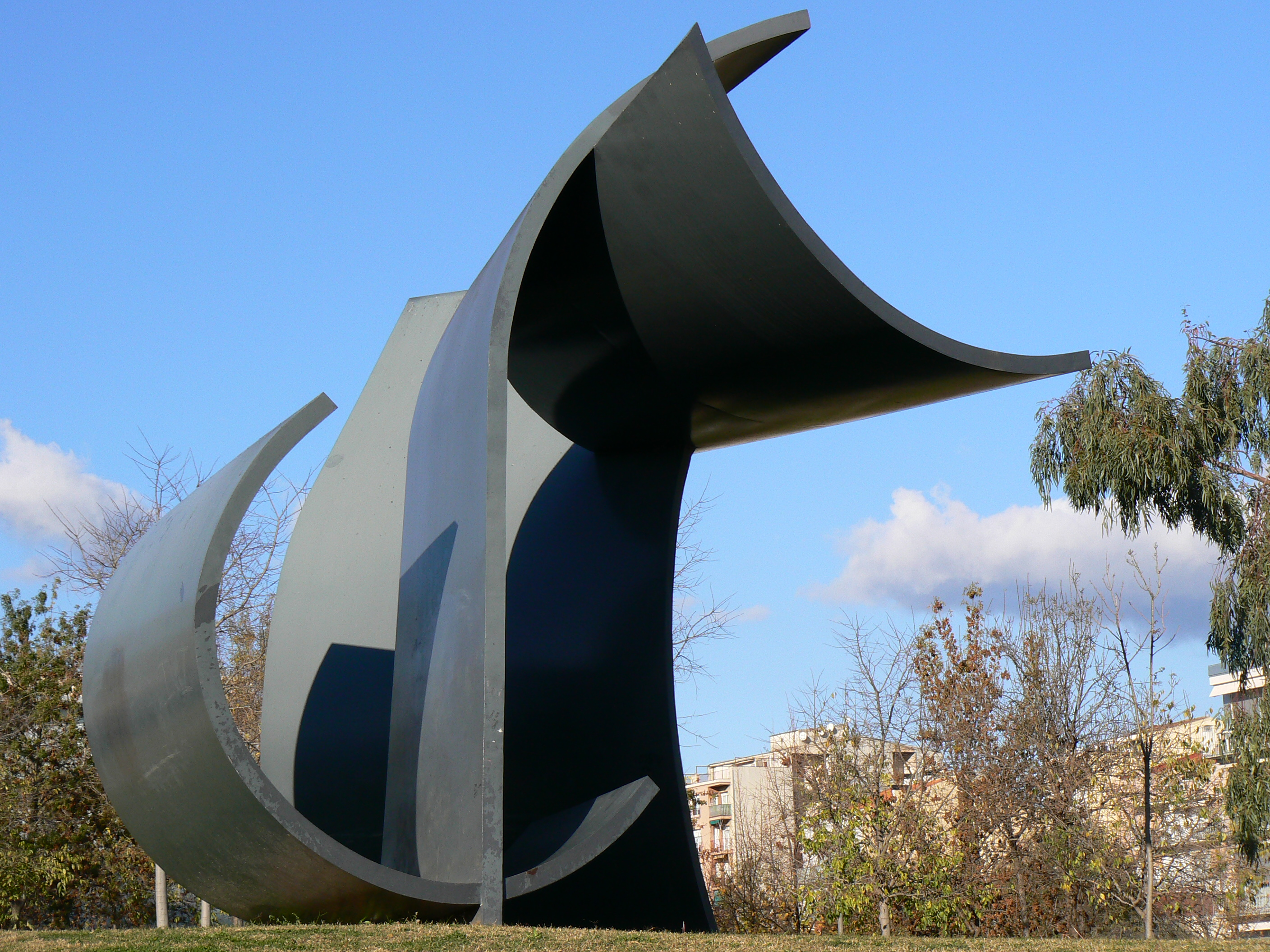
Homenatge a Malèvitx de Jorge Oteiza, al Parc del Nord
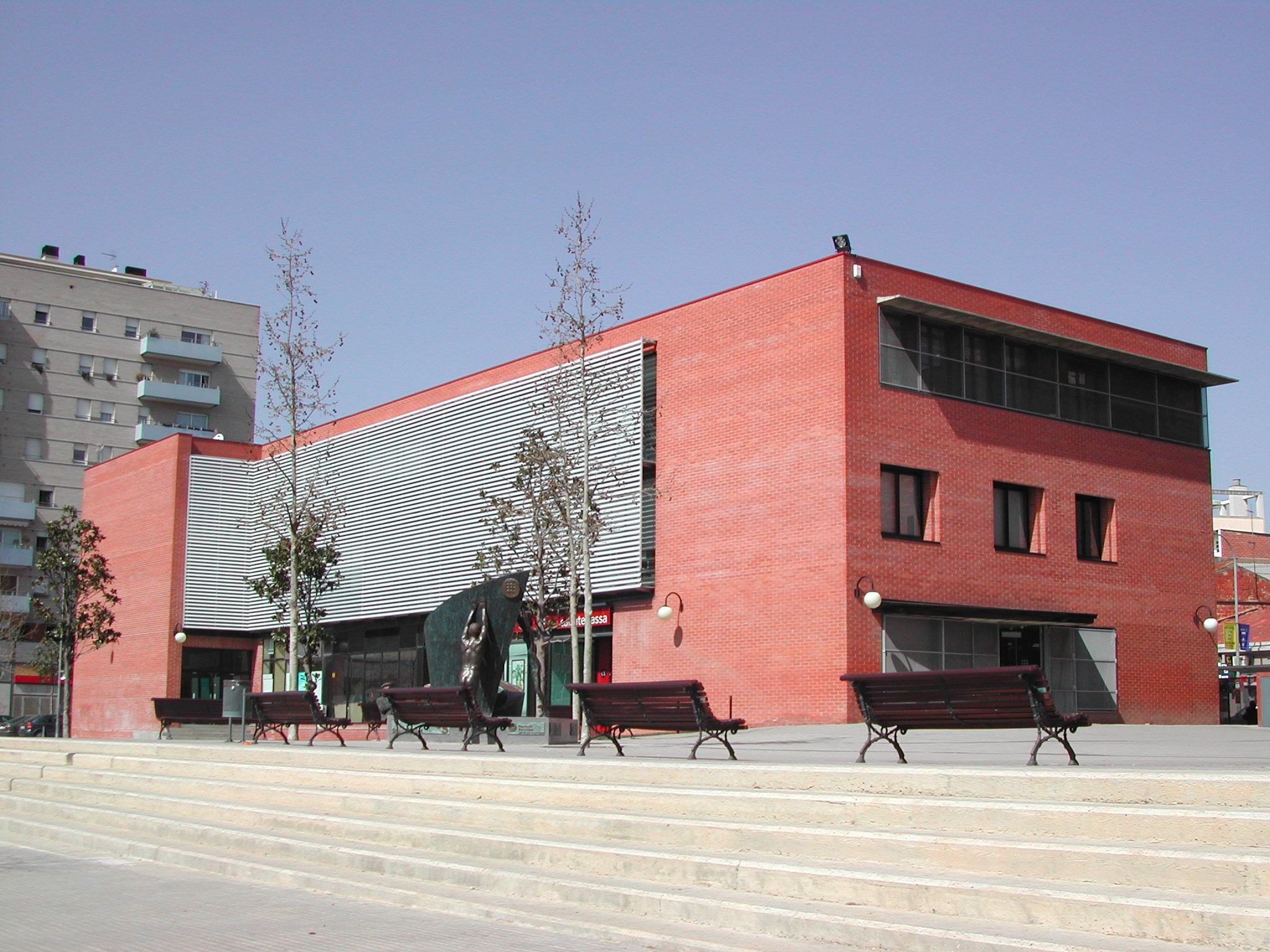
Biblioteca Universitària de la UPC
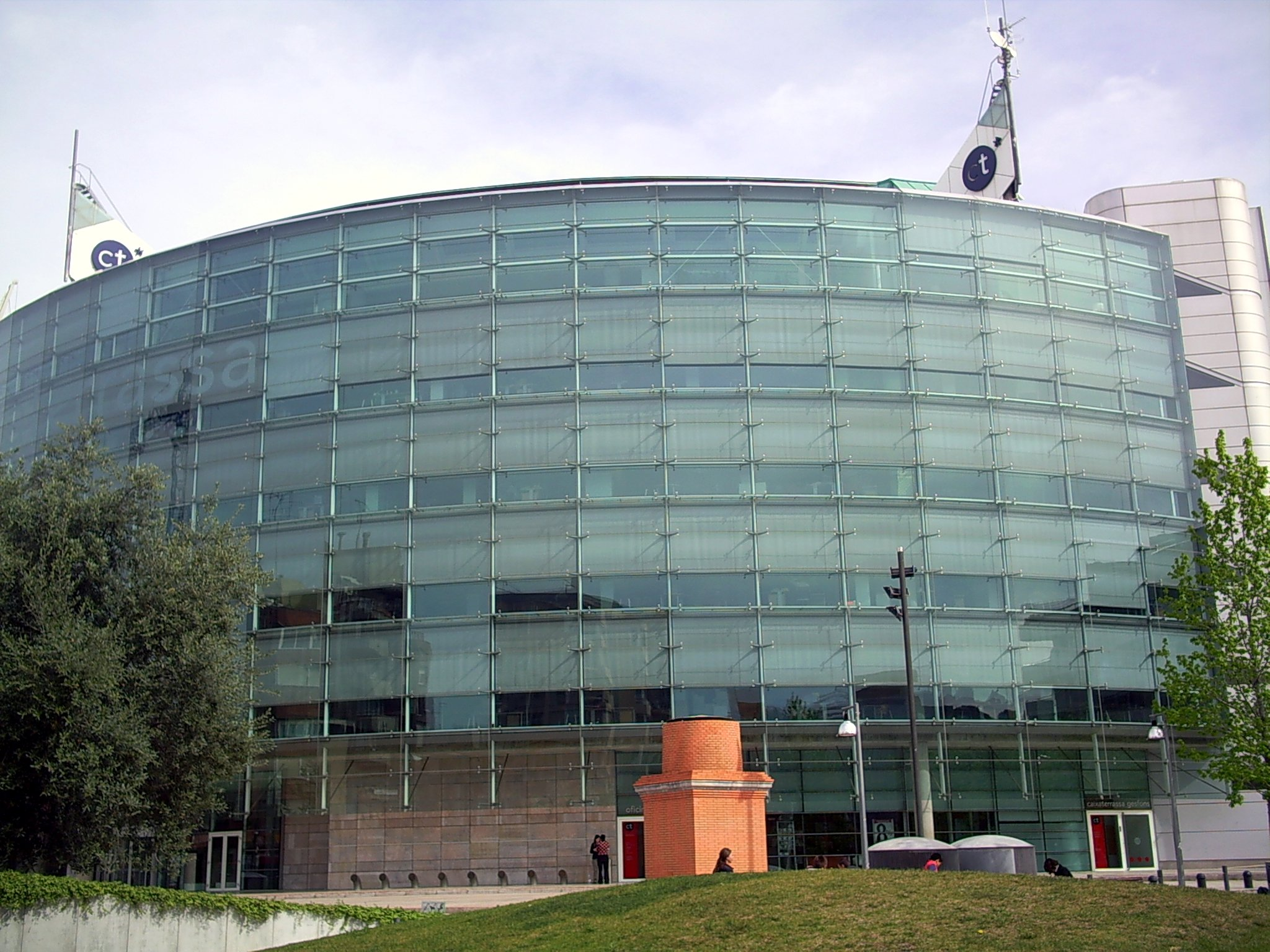
Seu central de Caixa Terrassa, avui BBVA
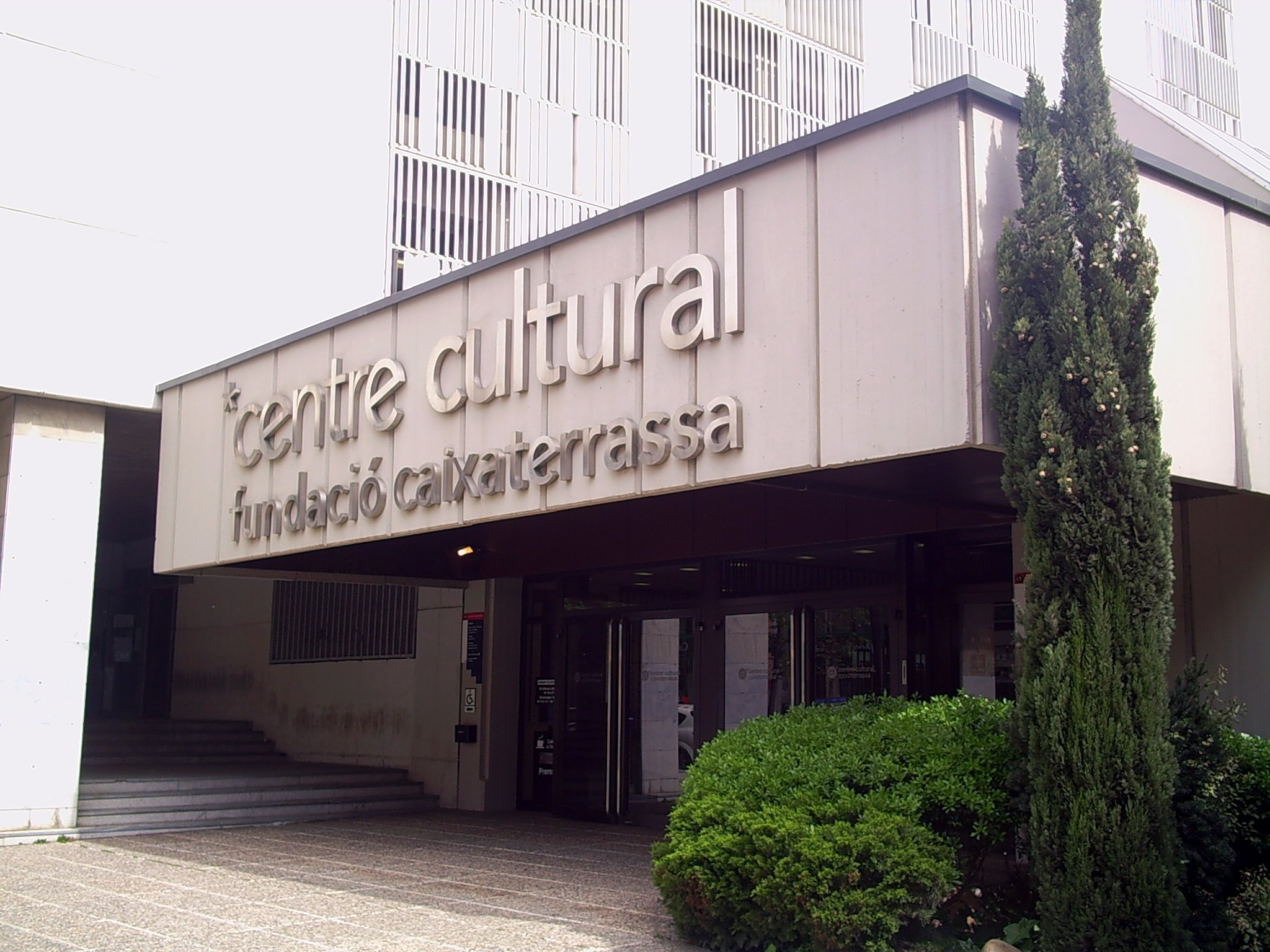
Centre Cultural Terrassa
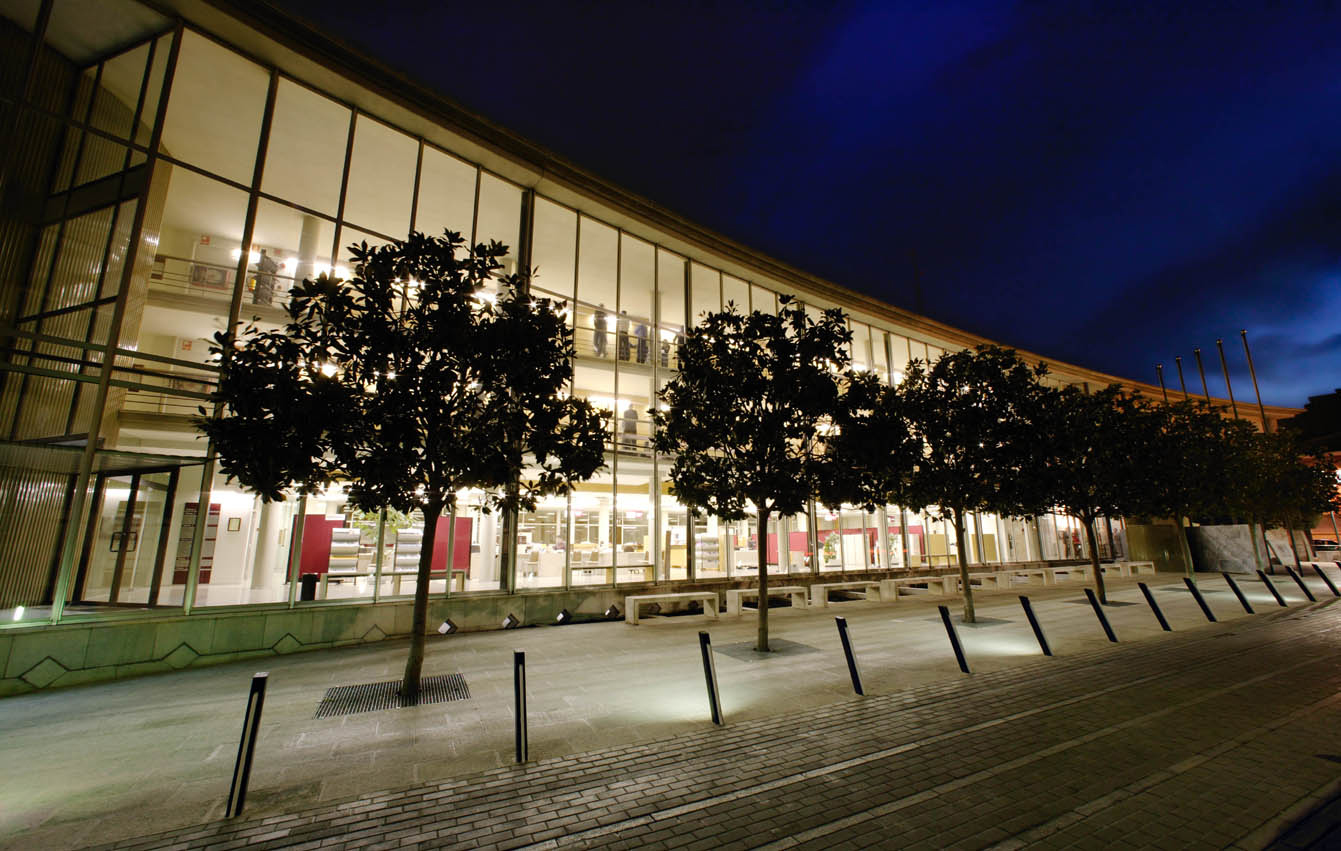
Cambra de Comerç
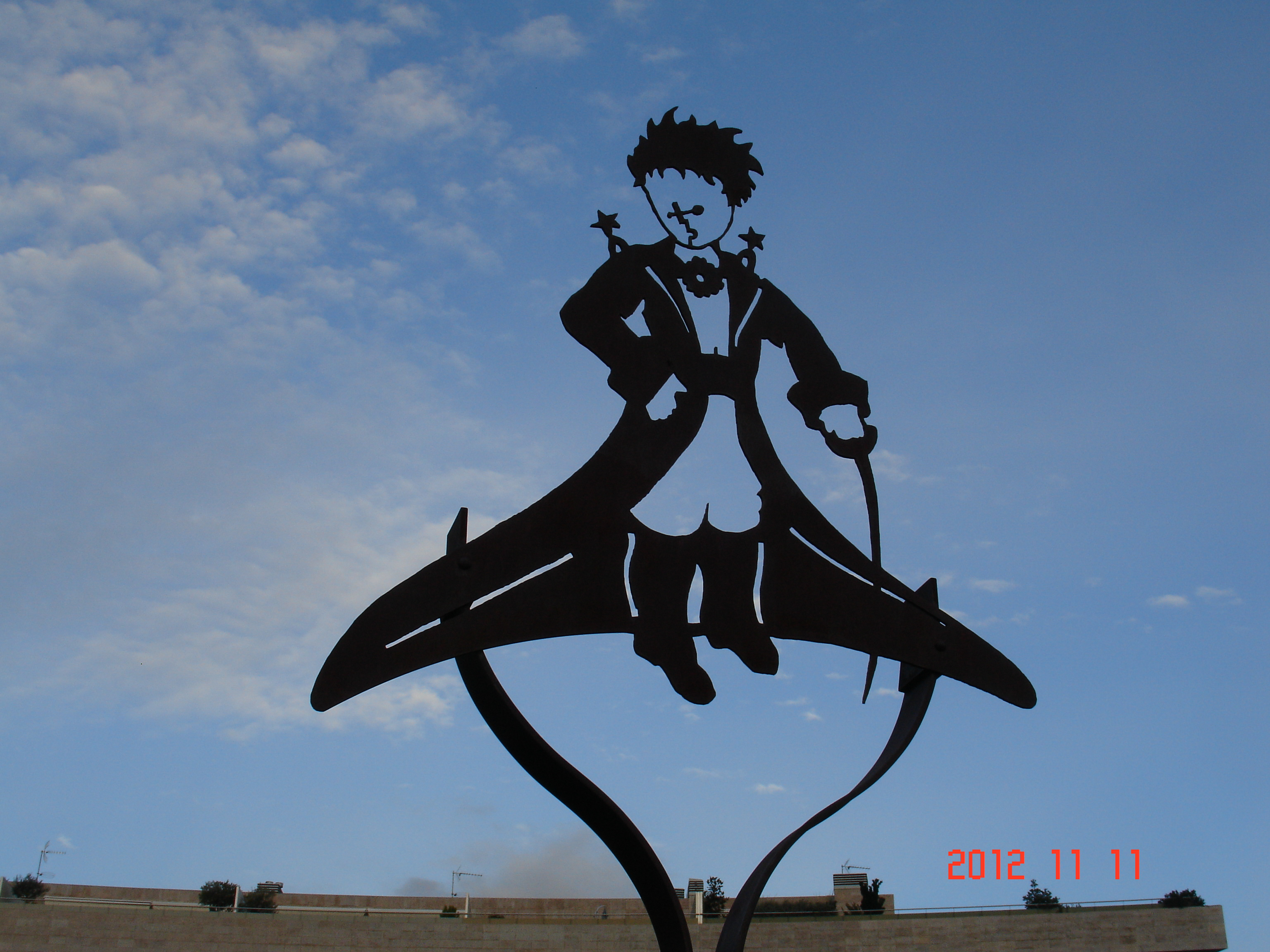
Monument al Petit Príncep